# Hitbizomány
A hitbizomány, szorosabb értelemben családi hitbizomány (latinul: fideicommissum familiae), olyan rendelkezés, amelynek célja meghatározott vagyon korlátozott jogokkal való örökítése öröklési szabályok megadásával.
A második világháború vége előtti magyar jogban is létező jogintézmény volt. Ennek keretében az alapító bizonyos vagyont minden jövendő vagy legalábbis több nemzedékre a család előre meghatározott személy osztatlan és elidegeníthetetlen vagyonának nyilvánított. Magát a vagyontömeget is hitbizománynak nevezték.
A hitbizomány létrehozója eleinte a főurak köréből került ki, a 19. századtól engedte meg az adott ország törvénye mások számára hitbizomány létrehozását. A hitbizományt létrehozó alapító a korlátozatlanul birtokában álló javak (jellemzően föld tulajdon, később ingó vagyon, pénz) egy részét (ritkán az egészet) – jellemzően végrendeletében – hitbizománnyá tette. A hitbizomány speciális, az alapító által meghatározott öröklési rend szerint öröklődött. A mindenkori hitbizomány tulajdonos jogait korlátozta, hogy a hitbizományból nem adhatott el, azt nem oszthatta fel, ugyanakkor köteles volt a hitbizománnyal kapcsolatos kiadások viselésére (várak, kastélyok fenntartása, meghatározott szabályok szerint a hitbizomány létrehozó leszármazottai számára jövedelem biztosítása...). Az öröklést az alapító a szabályok megadásával biztosította, ha meg is nevezte az első örökösöket, a továbbiak a megadott szabályok által kerültek kiválasztásra. Egyes hitbizományok évszázadokon át léteztek, léteznek, a hitbizományt kezelő örökös kiválasztása a szabályok szerint történik.
Hitbizományt egy család vagyonának egyben tartására volt szokás létrehozni. Az örökösödési szabály a következő három örökösödési elv egyike volt, de ezek keverése sem volt szokatlan. A nők, ha az alapító nem tett rájuk vonatkozó külön szabályt, akkor nem örököltek (a szócikk példaként bemutatott hitbizományaiban erre is talál példát).
- elsőszülöttségi (primogenitura) Az elsőszülöttségi örökösödést az elsőszülöttségi jog határozza meg
- izelsőségi (majoratus). Az ízörökségnél a hitbizomány azt illeti, aki az utolsó birtokosnak legközelebbi rokona s ha ilyenek többen vannak, azt, aki idősebb. Ez az un. „fokozati rend” (successio gradus vagy majoris).
- idősebbiségi hitbizomány (senioratus).[3] Az idősebbiségi vagy korörökségnél az örökös az, aki a családban korra nézve legöregebb. Ez az un. „kor elve” (successio senioris).[1]

A hitbizományi és ősiségi intézmény között semmiféle összefüggés nincs. Igaz, hogy az ősiségnek is célja a vagyont a családban megtartani, de nem osztatlanul. Az ősiség lényegéhez tartozik az osztály az öröklésre jogosultak között. Az ősiség inkább hozzájárult a birtok fölaprózásához, míg a hitbizomány épp ezt akarta megakadályozni. Minthogy az ősi vagyonnal nem lehetett szabadon rendelkezni, hitbizományokat túlnyomó részben szerzeményből alapítottak.

## Spanyolország

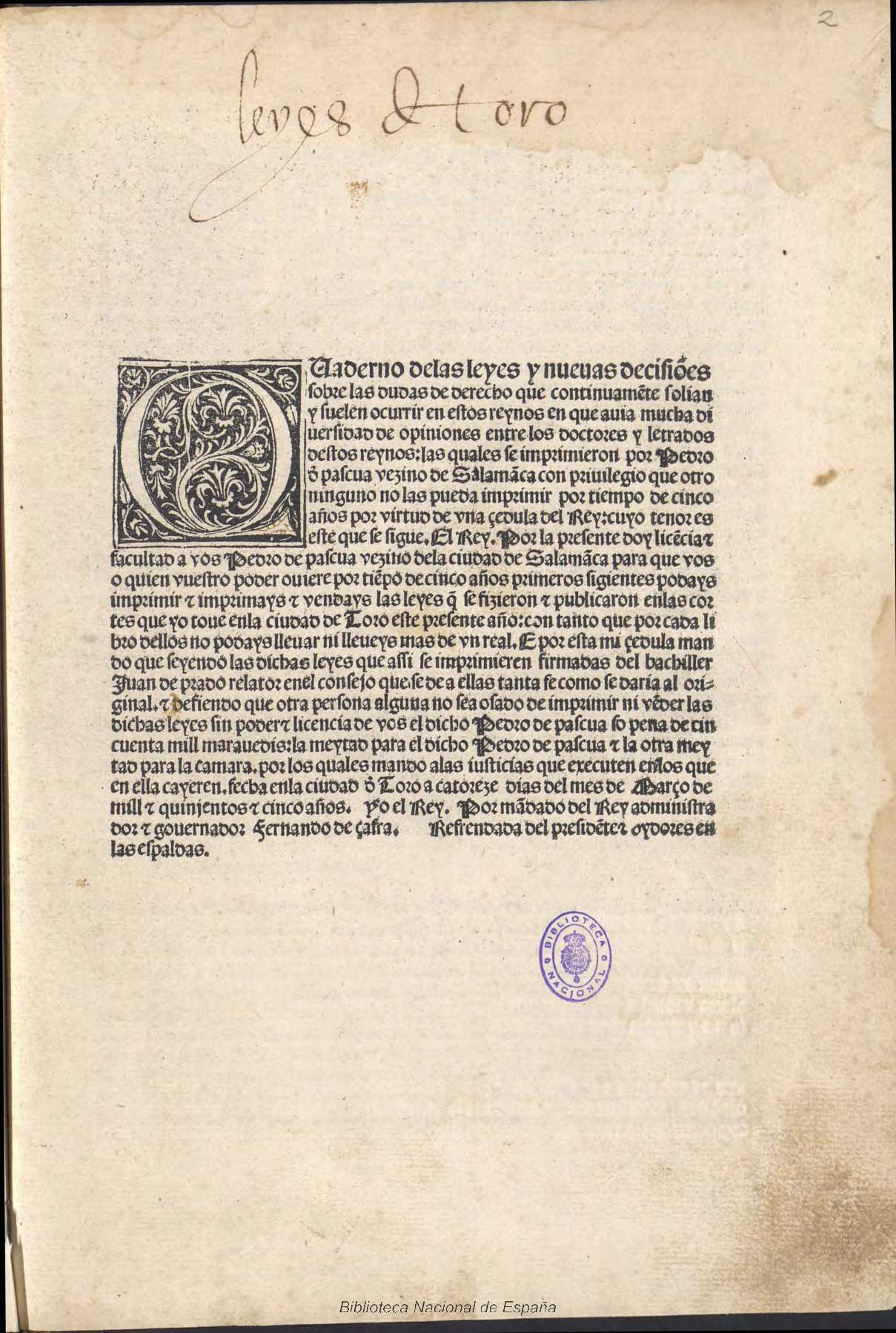
Leyes de Toro, 1505. Jegyzet azokról a törvényekről és új döntésekről, amelyek a jogkérdésekre vonatkoznak, amelyek folyamatosan léteznek és általában előfordulnak a királyságokban, amelyekben e királyságok orvosai és ügyvédei között nagy a véleménykülönbség.

A hitbizomány születési helye Spanyolország. Az Ibériai-félszigeten már a XIV. századtól kimutathatóan léteztek hitbizományok – spanyol nevükön mayorazgo-k –, amelyeket bizonyítanak bizonyos korábbi időszakból fennmaradt dokumentumok. Az első törvényi szintű szabályozásra utaló nyomok II. Henrik 1374. évi végrendeletében fordulnak elő, és a jogtudomány is innen, az ún. „donaciones enriqueñas”-ból vagy más néven „mercedes enriqueñas”-ból vezeti le őket. II. Henrik ugyanis a végrendeletében királyi kegyelemként adományozta a hozzá hűségesek számára azt a jogot, hogy elsőszülöttjeikre hagyományozhassák az adományos vagyonukat, és ezzel, mintegy hitbizomány alapíthassanak rá.
A hitbizomány egy család feljogosítása meghatározott javak örökös élvezetére, abban való öröklési kötelezettséggel, az alapító okirat szerint meghatározott öröklési rendnek vagy a törvény rendelkezéseinek megfelelően. A hitbizomány alapító okirata egy végtelen, előre láthatatlan öröklési sorrendet jelöl egy meghatározott, a hitbizományban részesített családon belül. A spanyol jogban az alapító arra sem volt kötelezve, hogy pontosan meghatározza azokat a személyeket, akik őutána a hitbizományban örökölnek, a lekötött jószágok körét nem kellett pontosan megjelölnie.
A hitbizomány intézményének alapjai az adományokban való öröklésben rejlenek. A „mayorazgo”-k  alapításnak a célja az volt, hogy a spanyol „ricoshombres” családokat a monarchiához, az államhoz hasonlóan megerősítse.
II. Henrik végrendeletben kötelező jelleggel hátrahagyja a királyné és a trónörökös számára, hogy hagyják helyben az ő akaratát, ne vegyék vissza az általa tett adományokat, és megengedi, hogy az adományokban az adománybirtokos elsőszülött fia örököljön. Elsőszülött fiú leszármazó nemlétében viszont az adomány szálljon vissza a koronára.
A hitbizomány intézménye azonban csak később vált általánossá, miután a torói törvények (1505) először átfogó jelleggel rendezték a mayorazgók-kal kapcsolatos közjogi kérdéseket, és azok alapítását mindig királyi engedélyhez kötötték, hiszen az alapító oklevélben az örökhagyó eltért a törvény szerinti általános öröklési rendtől.
A hitbizományok tekintetében a torói törvények volt az első átfogó jellegű szabályozás, de korántsem teljes. Ezért az egyes spanyol uralkodók ahhoz a módszerhez folyamodtak, hogy a hitbizománnyal kapcsolatosan felmerülő aktuális problémákra a jogszabályi választ mindig kiegészítő jelleggel fogalmazták meg, ennek következtében a XVIII. század végére a gazdasági helyzet megváltozásának eredményeképpen alakult ki a minden kérdést részletesen kimerítő hitbizományi szabályozás.
A XVII. század végére, de a XVIII. századra már mindenképpen világossá vált az, hogy a hitbizományok tulajdonképpen a gazdasági haladás fékjét képezik, és egyre több olyan jogszabály keletkezett, amelyek a hitbizományi birtokok elidegenítésének körülményeit szabályozták. Végül az újabb hitbizományok alapítását az 1820. október 11-i törvény megtiltotta.

### Főbb szabályok, jellegzetességek
A hitbizomány legfőbb sajátossága a lekötött vagyon örökös élvezete az alapító által meghatározott összes ágra nézve. A hitbizományi birtokos az alapító jogutódjának számított, átszállt rájuk az alapító összes olyan adóssága is, amelyeket még a hitbizomány visszavonhatatlan alapítása előtt halmozott fel és nem fizetett ki. Ha az elhunyt birtokosnak nem maradt a lekötöttektől különválasztott szabad vagyona, amelyből a hitelezők igényeit kielégíthették volna, a hitelezőket megfosztották az adósság behajtásának jogától. A hitbizományi birtokos számára megtiltották, hogy a gyermekeit vagy egyéb örököseit örökségükből kitagadhassa, még akkor is, ha erre törvény által meghatározott alapos oka lett volna, hiszen kötve volt az alapítólevél tartalmához.

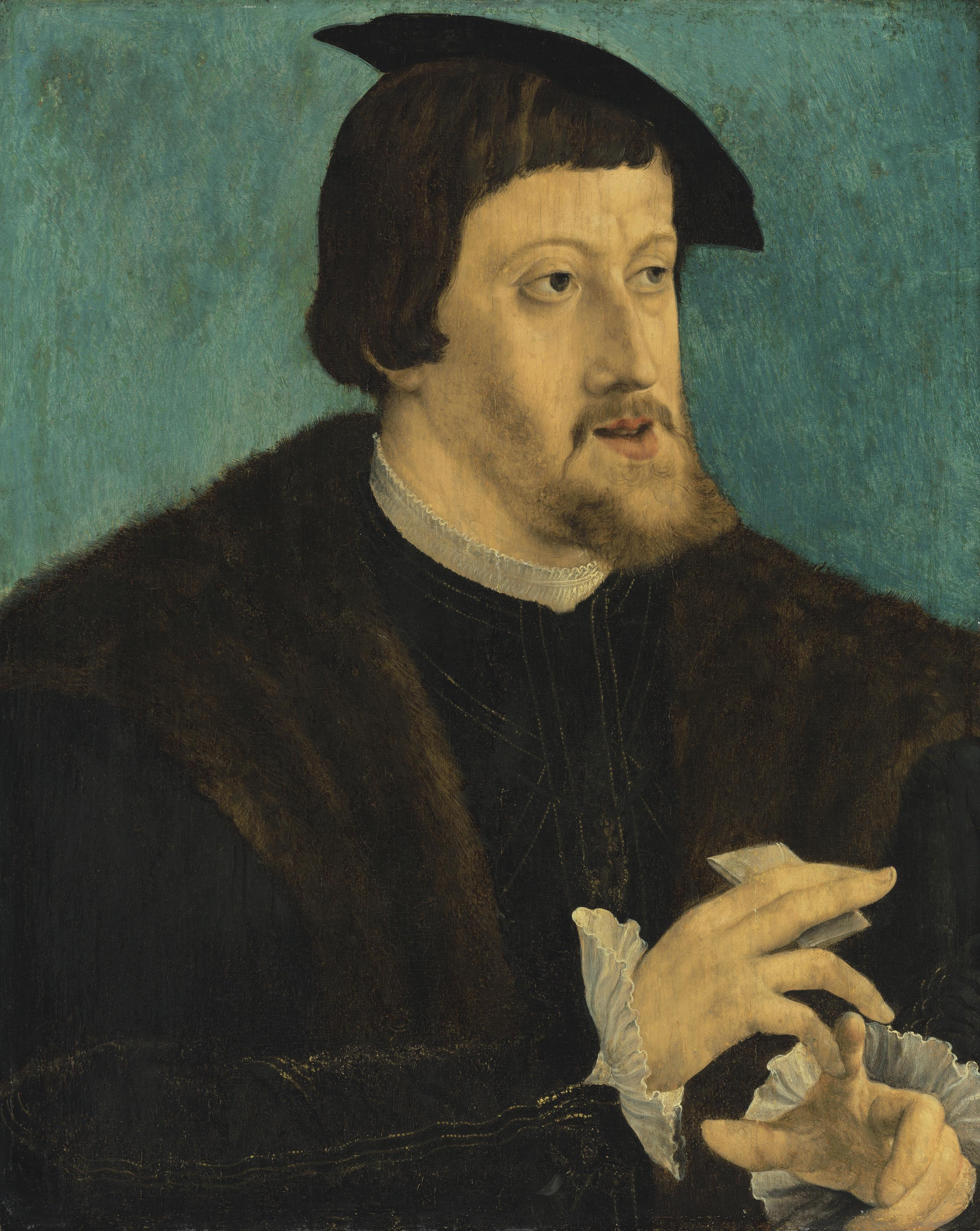
V. Károly császár (1500–1558) portréja

A hitbizomány másik sajátossága az volt, hogy oszthatatlan javakból állt, hogy ne érvényesüljön az általános törvényes öröklés szabálya szerinti megoszthatóság. Ez az osztatlansági követelmény fennállt akkor is, ha a birtokosnak ikrei születtek, és az általános öröklési szabályok vagy a törvény szerint őket közösen illette meg a jog a vagyon öröklésében. Ilyenkor sorsolás útján döntötték el a birtokos személyét. A fentieken túl a hitbizományi vagyon elidegeníthetetlen volt. A hitbizományi vagyont a fentieken túlmenően elbirtokolhatatlanná nyilvánították, ehhez igazodott a bírósági gyakorlat is.
Hitbizományt alapítani a spanyol jog szerint lehetett végrendelet vagy szerződés útján, a legfontosabb alaki kellék a cselekvőképesség megléte és az alapításhoz adott királyi jóváhagyás volt. A hitbizományi alapítólevél a királyi jóváhagyásról szóló okirattal együtt vált érvényessé. A királyi jóváhagyás örökre szólt, ezért a 43. torói törvény elrendelte, hogy sem az általuk, sem az utódaik által adott jóváhagyások nem veszítik hatályukat egy új király trónra lépése esetén, még akkor sem, ha az a személy, aki a királytól a hitbizomány alapításához engedélyt kért, később mégsem élt a király által megadott jóváhagyással. Ha a hitbizomány-alapítás hatályba lépett, onnantól kezdve már nem lehetett azt visszavonni.
Öröklési rend tekintetében, ha az alapító másként nem rendelte, akkor a primogenitúra elve volt irányadó.
A hitbizományok lehettek rendesek és rendkívüliek egyaránt. Rendes hitbizományoknak tekintjük azokat, amelyek a koronára meghatározott öröklési sorrend szerint szálltak át Minden hitbizományi birtokos tulajdonképpen az alapítót, illetve annak akaratát képviselte a hitbizományban.
A rendkívüli hitbizományok körébe tartozik az összes többi hitbizomány, ahol a törvényestől eltérő öröklési rendet határozott meg az alapító. Ezeknek a formája végtelen lehet, az alapító keze nem volt megkötve semmilyen tekintetben.
A hitbizományok egyesítésével kapcsolatosan I. Károly spanyol király és Johanna királynő már 1534. december 12-én kelt törvényükben kimondták, hogy tilos házasság okán olyan hitbizományokat egyesíteni, amelyeknek tőkéje meghaladja a két millió maravedíest. Ilyenkor a hitbizományokban való öröklés oszoljon meg a leszármazók között oly módon, hogy az egyikük örökli az egyik, a másikuk a másik hitbizományt. Ha csak egy leszármazó lenne, akkor sem lehet kumulálni a hitbizományokat.
Alapszabály szerint a hitbizományi birtok elidegeníthetetlen volt, de a későbbiek során korlátozott mértékben feloldották ezt a tilalmat, hogy serkentsék a hitbizományokba való beruházási kedvet, hiszen a cél, a család nevének és fényének megőrzése egy gazdaságilag elhanyagolt hitbizományi jószággal aligha valósul meg.

## Olaszország
A „mayorazgo” jogintézménye a spanyolok két évszázados nápolyi uralmának (1504-1714) köszönhetően az itáliai félszigeten is megjelent. Tulajdonképpen az ide betelepülő spanyol családok hozták magukkal a saját szokásaikat. A dél-itáliai területen, különösen Nápolyban és Szicíliában érezhető normann hatásnak köszönhetően a vagyoni osztatlanság és az elsőszülöttségi jog nem volt ismeretlen, ezért találhatott itt táptalajra a hitbizomány. Az észak-itáliai területekre jellemző városi patrícius réteggel szemben itt a politikában a nagybirtokos arisztokrácia játszotta a vezető szerepet, aki hatalma bázisát a vagyoni osztatlanságra és az elsőszülöttségi öröklésre helyezte.
A római és a kánonjogon nevelkedő jogtudósok a “mayorazgo”-ban a justinianusi jogban létező „fideicommissum familiae relictum” 44 intézményét látták újjáéledni, és római jogon alapuló magyarázatokkal egészítették ki a „mayorazgo”-ra vonatkozó jogi szabályozást. A justinianusi jogban meglévő intézmény annyiban hasonló, hogy ez is a hagyaték családon belüli megőrzését és ezáltal a család fennmaradását szolgálta az alapító által meghatározott öröklési rend szerint gazdasági célból, mégpedig négy generációra kiterjedően, melyek kihaltát követően a hagyaték szabad rendelkezésű vagyonná változott az utolsó birtokos kezében.
A fideicommissum elnevezést is ezért kapta a korábban mayorazgóként megismert jogintézmény. Az elnevezés a latin fidei committere szóösszetételből származik, amelynek jelentése: „hitre bízni”. Ebből ered a magyar hitbizomány, illetve hitrebízottság szavunk is.
Itáliában a római joggal való találkozásának köszönhetően vált a majorátus és fideicommissum tulajdonképpen szinonim kifejezéssé, annak ellenére, hogy a római jogi fideicommissumnak és a spanyol jogból eredő “mayorazgo”-nak azon kívül, hogy mindkettő a vagyon osztatlanul való megőrzésére szolgáló intézmény volt, jogfolytonossági szempontból semmi köze nem volt egymáshoz.
A megjelenésüket követően nem sokkal Itáliában is szabályozták a hitbizomány-alapításokat. I. Cosimo 1569-ben Toszkánában, VIII. Kelemen pápa 1596-ban kiadott bullában a hitbizomány-alapítást bejegyzéshez és kihirdetéshez kötötte. 1596-ban I. Károly Emmánuel Piemontban csak a negyedik generációig engedte meg a hitbizományi öröklési rend kikötését, a jusztiniánusi jog mintájára. Savoyában és Szardiniában II. Viktor Amadé 1770-ben megtiltotta a nem nemesek számára, hogy hitbizományt alapítsanak. A hitbizomány-alapítás futótűzként terjedt az itáliai félszigeten is, a XVII. századra Toscanában a nagybirtokok ¾-e hitbizományi kötöttség alatt állt Jellegét és sajátosságait tekintve az itáliai fideicommissum nem tért el a spanyol mayorazgótól. A jogi szabályozás hiányosságait pedig a jogirodalom töltötte ki.

## Németország
Az észak-itáliai egyetemeken tanuló német és német-osztrák területekről származó ifjak magukkal vitték a hitbizomány eszméjét hazájukba, ahogy az osztrák Habsburg udvar tisztségviselői is, akik külszolgálatot teljesítettek a spanyol és az itáliai területeken, ahol megismerkedtek ezzel a jogintézménnyel. Emellett a spanyol királyi, a nápolyi királyságbeli és az osztrák területeken lévő Habsburg udvartartásban élők között számtalan házasság köttetett.
A német területeken az 1495-ös Reichskammergerichtsordnungnak köszönhetően a fideicommissumnak a római jog alapján kidolgozott változata terjedt el. Köszönhető ez annak is, hogy a német területeken jogforrási jelleggel használták Philippus Knipschildt „Tractatus de fideicommissis” könyvét, aki egyrészről a hitbizományt a „stammgut”-tal azonosítja, másrészt a római jogi eredetelméletet teszi magáévá. Munkája a maga korszakában hatalmas elismerésnek és sikernek örvendett, hiszen pótolta a jogi szabályozás hiányosságait a legfontosabb jogi kérdések tisztázásával, mégis a hitbizományok eredetét tekintve inkább a tőle eltérő álláspontot képviselő és a hitbizományok őshazájának Spanyolországot tekintő Ludovicus de Molina álláspontja a helytálló.
A német tartományokban is léteztek már szokásjogi alapon létrehozott, Knipschildt művének megszületését megelőzően létrejött fideicommissumok, amelyek egyértelműen bizonyítják, hogy spanyol-flamand-itáliai hatásra már a XVII. század közepét megelőzően alapítottak fideicommissumot egyes családok a német tartományokban is, egyéni uralkodói privilégium alapján.

## Osztrák örökös tartományok
Célját tekintve a fideicommissum az osztrák örökös tartományokban is a „fény és érdem” fenntartására szolgáló jogintézmény volt. Fideicommissum alapjául bármilyen vagyon szolgálhatott, értékes ingó, ingatlan és pénz egyaránt, ám a gyakorlatban általában ingatlanra alapították. Az öröklés rendje alapján, ami általában a primogenitura volt, az intézményt „fideikommiß und primogenitur” néven említették a végrendeletek, amely azt igazolja, hogy a két fogalmat egymásnak feleltették meg. Néhány kivétel létezett, amikor nem a primogenitura, hanem a majorátus az irányadó öröklési rend, ezeket viszont nem fideicommissumnak titulálják a végrendeletek, hanem „Majoratsordnungnak”. Általában a nőket és az egyházi rendbe lépő férfi leszármazókat az alapító kizárta az öröklésből, hiszen általuk nem teljesülhet a jogintézmény célja. Már egészen a korai időszakban az öröklési rend mellett a legfontosabb kikötés az alapítólevelekben az igen szigorú elidegenítési és terhelési tilalom, melynek megszegése a hitbizományi vagyon elvesztését vonja maga után.
A főhatalomnak – spanyol mintára – hitbizományként való öröklése hamarosan további területeken is elterjedt. 1584-ben Károly főherceg stájerországi uradalmait örökös hitbizománnyá tette. 1606-ban pedig I. Károly liechtensteini herceg, miután testvéreivel – Maximiliannal és Gundakerrel – apjuk halálát követően egyesítette a család vagyonát, hitbizományt alapított a hercegséghez tartozó összes területre nézve a primogenitura rendje szerint, spanyol mintára. A hitbizomány-alapítást II. Rudolf is megerősítette 1607. március 30-án. 1610-ben II. Mátyás a család tekintélyéről úgy szólt, mint amelynek fényét „Magorazgó” által lehet állandóan fenntartani. 1621-ben II. Ferdinánd minden országát és tartományát hitbizománnyá nyilvánította, melyet 1621. május 20-i codicillusában is megerősített.
II. Ferdinánd 1627-ben a csehországi területekre kiadott tartományi rendtartást, melyben előírta, hogy aki a csehországi birtokaira hitbizományt kíván alapítani, azt csak királyi engedéllyel teheti azt meg. Ezzel egyidejűleg elkobozta a csehországi felkelők vagyonát. Az uralkodó a hozzá hűséges nemeseket ugyanis birtokadományokkal kívánta maga mellé állítani a jövőre nézve is, ezért engedélyezte számukra, hogy a megszerzett uradalmaikban hitbizományokat alapíthassanak. Ezt általában azzal a kikötéssel tette, hogy a mindenkori hitbizományi birtokosok a római katolikus valláshoz mindig hűségesek maradnak.
Ezt követően csak viszonylag későn került sor a hitbizományok jogi szabályozására, I. Lipót 1674. november 2-án életbe léptetett pátensében, amely három fontos szabályozási tárgykört taglal.
Először a már korábban létrejött és az alapító halála által úgymond „meghiteltetett”, azaz érvényesen létrejött hitbizományokról rendelkezik. Ezeknek esetében elrendeli a hitbizományok fekvés helyén történő kihirdetését és az illetékes bíróság általi jegyzékbe vételét. Előírja, hogy az aktuális hitbizományi birtokos, adja át a hitbizomány-alapítás tényét igazoló okleveleket az illetékes bíróságnak. Ugyancsak a rendelkezés első felében ad tájékoztatást arról, hogy a hitbizomány, amelyet a pátens a „majorat- und fidei-commissa” kifejezésekkel illet, egy olyan jogintézmény, amelynek célja a család rangjának és jólétének fenntartása, és egyben annak megakadályozása, hogy a hitbizományi örökösök a hitbizományi birtokkal mint saját tulajdonukkal rendelkezzenek.
Másodsorban a jövőben alapítandó hitbizományok esetében kimondja, hogy mindaddig, míg kihirdetésük és földkönyvbe jegyzésük meg nem történik, ugyanazon hitelezővédelmi okokból érvényesen létre sem jönnek. A jegyzékbe vétel és a hitbizományi fekvő jószágok összeírása a fekvés szerinti illetékes bíróságnak hivatali kötelezettsége. Az alapítás tényét igazoló végrendeletet, illetve egyéb intézkedést a kancelláriának kell megküldeni.
Az újonnan létrejövő hitbizományoknak érvényességi követelménye lesz a tartományúri jóváhagyás. Azokban az esetekben nem kötelező a tartományúri, illetve uralkodói jóváhagyás, ha az alapító olyan vagyonára alapított hitbizományt, amelyen teljes, szabad rendelkezési joggal bír.
A pátens kihirdetését követően elkezdődött a korábban alapított hitbizományok kihirdetése és bejegyeztetése.

## Magyarország

### 1687 előtt létrejött majorátusok
Az 1687:9. törvénycikk megjelenése előtt is voltak olyan végrendeletek, amelyek a későbbi hitbizományok jeleit viselték magukon. Evidens módon nem felelhettek meg a nem létező törvényi szabályozásnak vagy előírásnak. Három példával kerülnek bemutatásra ezek a majorátusok, röviden ismertetve a létrehozó életét, a javakat, a rendelkezést és annak sorsát.

#### Thurzó család
A család két kiemelkedő tagja – gróf Thurzó Elek (1490 – 1543. január 25.) országbíró és gróf Thurzó György (Zsolnalitva, 1567. szeptember 2. – Nagybiccse, 1616. december 24.) nádor, Árva vármegye örökös főispánja – esetében elsősorban tiszta adományos jószágokról van szó, amelyekre a végrendelkező személyek adományt vagy új adományt nyertek. Thurzó Elek országbíró esetében, ezeket a jószágokat vagy maga Thurzó Elek, vagy az ősei még II. Ulászló és II. Lajos királysága alatt szerezték adományképpen örökre vagy zálogba pénzkölcsön biztosítékaként. Thurzó György esetében Árva vára az összes mezővárosával együtt új adománynak minősült. 1558-ban I. Ferdinánd magyar király Zsolnalitva várát adományozta a grófnak.
Thurzó Elek végrendelete

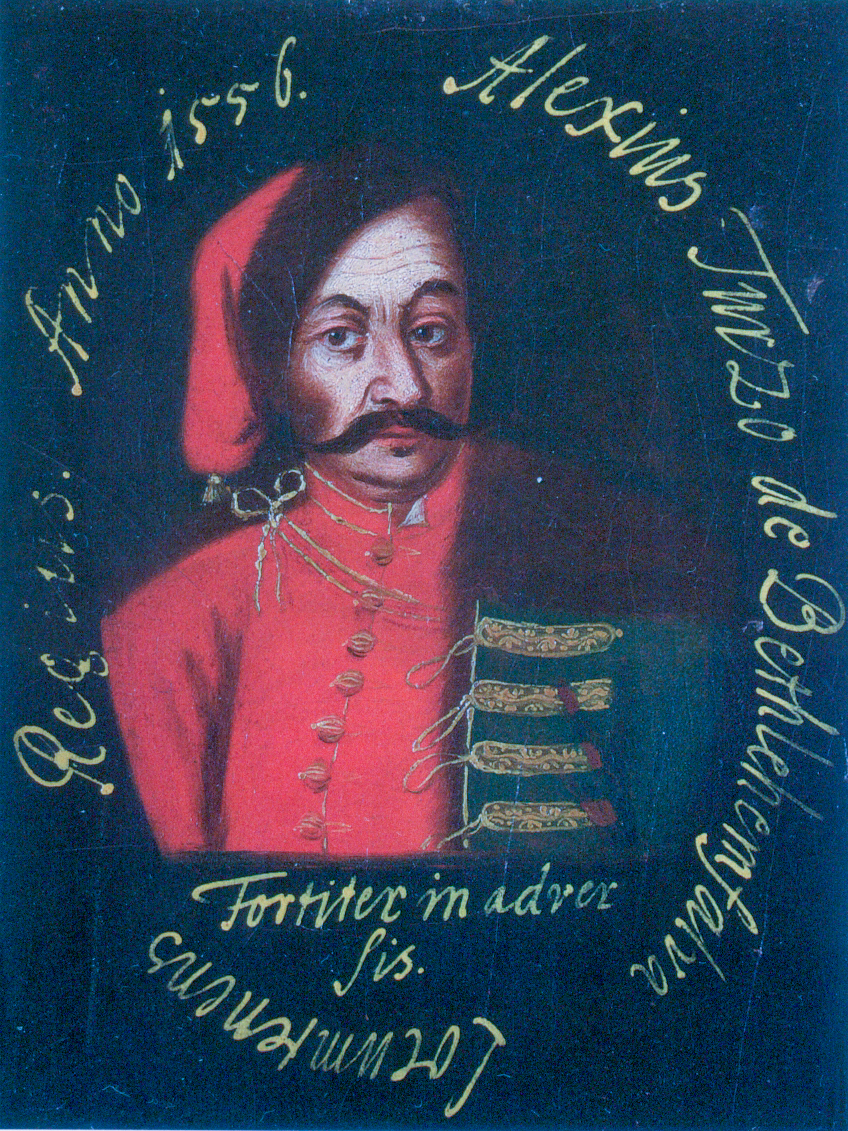
Betlenfalvi gróf Thurzó Elek (1490 – 1543. január 25.) országbíró.

Thurzó Elek végrendeletében meghatározta az öröklési rendet. A végrendelet a majorátus szót használja az öröklési rendelkezések vonatkozásában, de valójában szeniorátusról van szó. A végrendelet érdemi részében először a Bajmóci és a Szepesi várról rendelkezett, amelyet a testvérére, Thurzó Jánosra hagyott, azzal a feltétellel, hogy ennek halála esetén Thurzó Bernát és testvére, Thurzó Kristóf fiai öröklik. A jószágokat mindig a legidősebb bírja közülük és annak hasznaival tartozzon elszámolni. Ha Thurzó Bernát és Kristóf fiága kihalna, akkor a jószágok az idősebb és az ifjabb Thurzó Györgyöt és Thurzó Ferencet, az utóbbi testvérét illessék meg – akik közül a két György, már hozzájárult Thurzó Elek végrendeletéhez –, és ha ők is kihalnak fiágon, akkor Thurzó Elek lányainak, Annának és Erzsébetnek a leszármazói (mindkét nemű) örököljenek.
Thurzó Elek hasonló öröklési sorrendet határozott meg további váraira is (Rudabánya, Wámos, Rihnó), amelyek közül a Trencséni várat és az ahhoz tartozó harmincad részét, a felesége haszonélvezetébe juttatta. Sempte, Galgóc és Temetvény vára pedig a lányokat illeti hozományképpen. A lányok halálát követő időszakra vonatkozóan is meghatároz Thurzó Elek egy öröklési rendet, elsőként Thurzó Jánost, majd Thurzó Bernátot és testvérének Kristófnak a fiait illeti meg a jószág. Az ő kihalásuk esetére pedig a két Thurzó György és az ő leszármazóik jutnak a jószágok birtokába.
Thurzó Elek későbbi örökösei nem vették figyelembe a végrendeletben foglaltakat, a jószágokra az uralkodótól új adományt kértek, aki azt megadva, az adományost mintegy tényleges tulajdonosává tette az adománybirtoknak. Az adományos ezáltal szabadon dönthetett a korábban meghatározott öröklési rend figyelmen kívül hagyásáról, vagy ha nem így tett, akkor örökösei az adománylevél rendelkezései szerint megosztoztak a birtokon, sőt per útján döntötték el a vitás öröklési helyzetet.
Thurzó György végrendelete

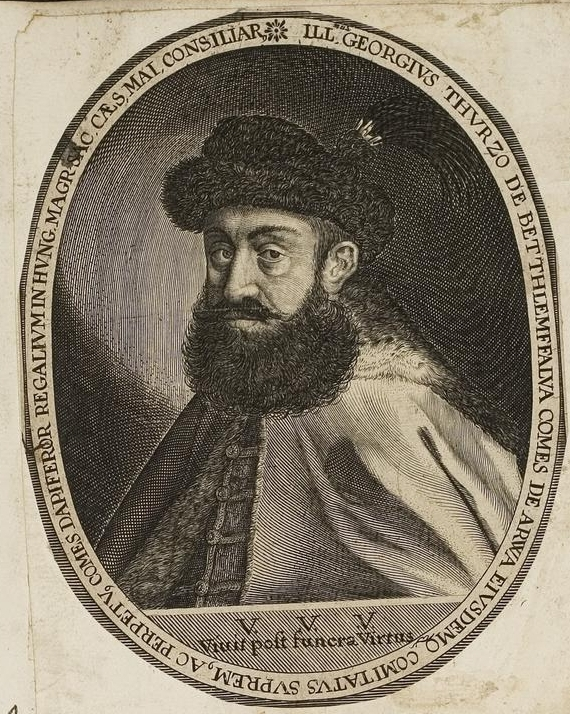
Bethlenfalvi gróf Thurzó György (Zsolnalitva, 1567. szeptember 2. – Nagybiccse, 1616. december 24.) nádor, Árva vármegye örökös főispánja.

Thurzó György 1615-ben II. Mátyás előtt végrendelkezett írásban Pozsonyban. A végrendeletet azt összes ingó és ingatlan vagyonára nézve, ősire és szerzettekre egyaránt tette, amit a végrendeletben kifejezetten ki is jelentett.
Végrendeletében elsőként a feleségéről, Czobor Erzsébetről gondoskodott, neki hagyva összes birtokának haszonélvezetét mindaddig, amíg felesége az ő nevét viseli. Thurzó György felesége kezét is megkötötte azzal, hogy ha szándékában áll, akkor juttathat a halála előtt ezekből a birtokokból végrendeletében, de csak az ő (Thurzó György) fiának, Thurzó Imrének, illetve, ha Thurzó Imre gyermektelenül halna meg, akkor a lányaiknak kell ezeket kiadnia, akik majd öröklési joggal bírnak bennük.
Byche, Hrychon és Zsolnalitva várak Trencsén vármegyében, Árvát és Tokaj várát fiára, Thurzó Imrére hagyta, hogy majd az az ő fiágára szálljon, azok közül is az első szülöttre. Ugyanakkor kikötötte, hogy Árva és Tokaj vára maradjon osztatlanul, úgy, hogy annak mindenkori birtokosa a testvéreivel, ha vannak, egyenlő részben osztozzon a jövedelmeken évente. Ha Thurzó Imre és fiága kihal, akkor a testvérei közül a legidősebb örököl a mondott javakban, ezek kihalása esetén pedig a lányok, de mindegyikük csak abban az esetben, ha ők maguk és lányok esetében a férjeik is az ágostai evangélikus vallásban hűségesen kitartanak, ellenkező esetben pedig elveszítik minden jogukat az említett javak felett.
Jellegét tekintve valóban hitbizományszerű rendelés ez, hiszen amellett, hogy öröklési rendet is megállapít, szigorúan megtiltja a birtokban lévő örökös számára, hogy a lekötött vagyont bármi módon megterhelje vagy elidegenítse. Az elsőszülött fiú halála esetén pedig a sorrendben következő másod- és harmadszülött fiú következik, majd azt követően a nőágra száll át a birtok.
Thurzó György végrendelete esetében az örökösök tudomásul vették szándékát, hogy a vagyon osztatlanul megmaradjon, és közbirtokosságot hoztak létre, amely egy alapítványhoz hasonló módon működött. De jure ez sem tekinthető hitbizománynak, viszont a célját tekintve, de facto hasonlít rá.

#### Pálffy család

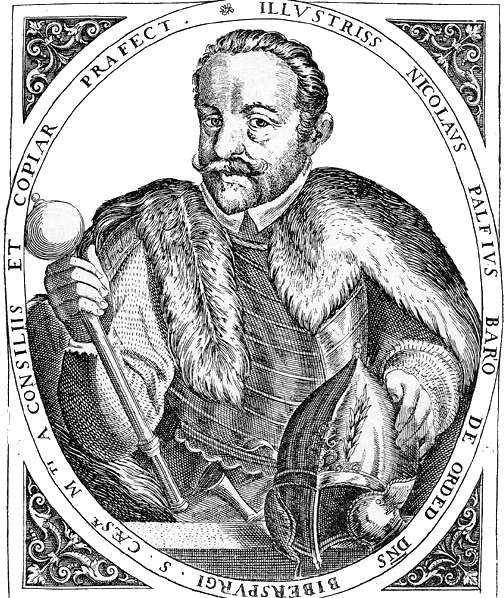
gróf Pálffy Miklós (1552–1600) politikus, hadvezér portréja. Korabeli metszet.

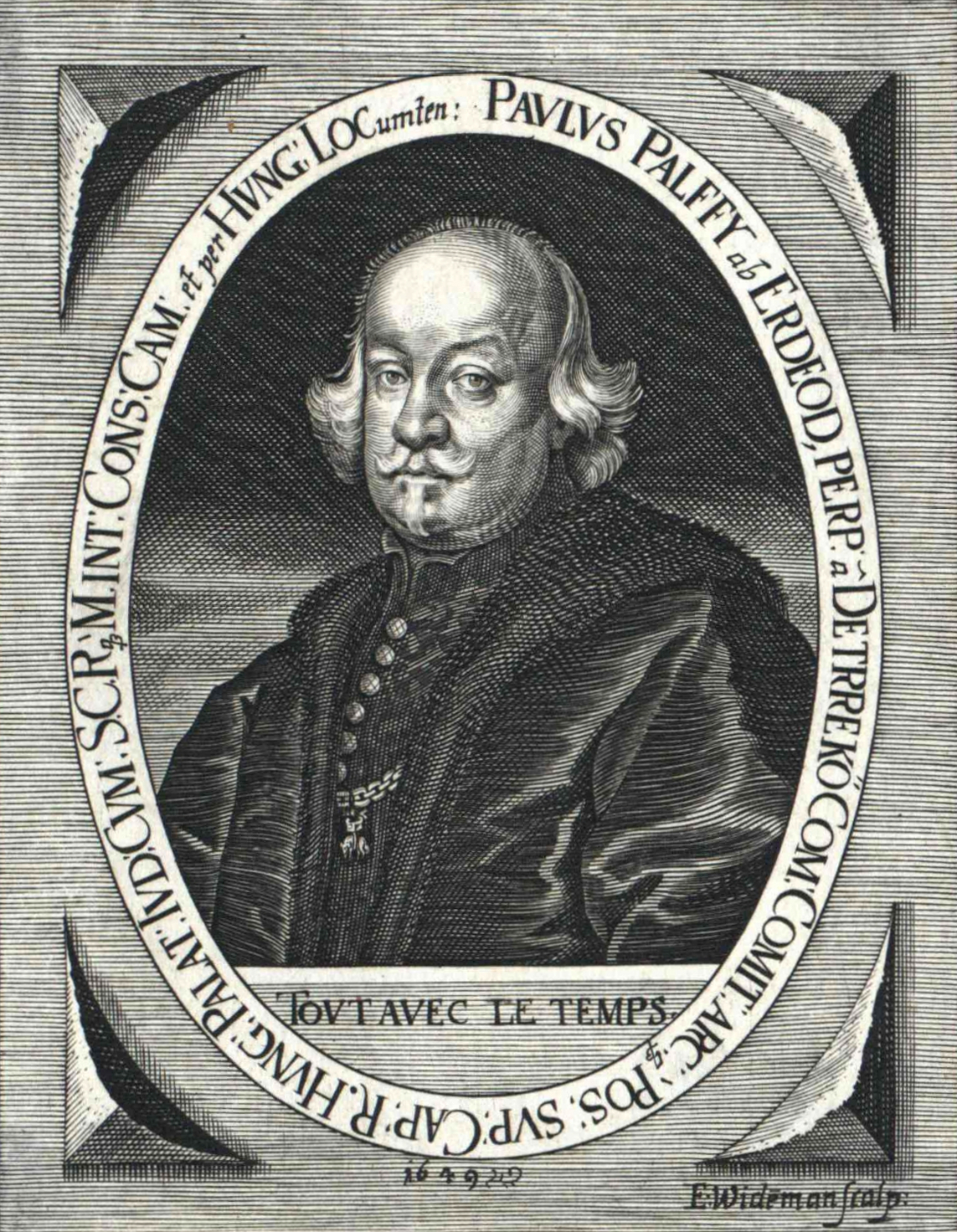
gróf Pálffy Pál, Magyarország nádora, portré 1649-ből

A család két kiemelkedő tagjának végrendelkezése hasonlatos a későbbi hitbizományhoz. Egyikük Pálffy (II.) Miklós (Csábrág, 1552. december 7. – Vöröskő vára, 1600. április 23.) hadvezér, akit kortársai, mint a keresztény hősiesség példaképét ünnepelték.  A másik Pálffy Pál (Pozsony, 1580-as évek vége – Pozsony, 1653. november 26.) Magyarország nádora, akit az első királyi engedéllyel felruházott, szabályszerű magyarországi hitbizomány alapítójának tekintenek.
A Pállfy család vagyona több elemből állt, amely különböző módon, jog alapján került a birtokukba. A vöröskői uradalom 7/10-t Pálffy Miklós apósától, Fugger Márktól vásárolja meg, majd több lépésben a fennmaradó rész is hozzá került, így ez ősi jószágként van a család tulajdonában. A borostánykői jószág először zálogbirtokként kerül a Pálffyakhoz. Tiszta királyi adomány a pozsonyi várkapitányi és vármegyei főispáni tisztséggel együtt járó pozsonyi várbirtokadomány. A szentgyörgyi és bazini birtokok eredetüket tekintve zálogos természetűek. A család birtokolta a detrekői, marcheggi, bajmóczi és pozsonyváraljai és dévényi jószágokat is.
Pálffy Miklós Vöröskőre vonatkozó végrendelete
1596. március 31-én királyi beleegyezés jogcíme alatt Pálffy Miklós is hasonló végrendeletet tett, amelyben rendelkezik a vöröskői jószágok sorsáról. A végrendeletet II. Rudolf 1600. június 6-án meg is erősítette. A végrendelet értelmében Pálffy Miklós minden vagyonán holtig vagy újabb házasságáig tartó haszonélvezetet engedélyezett feleségének, Fugger Máriának, aki egyben gyermekeik gyámja is lett. A vöröskői várat pedig minden tartozékával együtt a senioratus elve szerint (annak ellenére, hogy a majoratus szót használja) a fiág számára rendelte öröklődni, mégpedig úgy, hogy „családjából mindig a férfi leszármazók közül a legidősebb szülött bírja és legyen annak birtokában.” A jószágok birtokosa tartozik annak jövedelmét a többi leszármazó között elosztani. Ha a férfiág kihal, akkor a nőág és annak mindennemű leszármazóit illeti a tulajdon. A birtokban lévő „major natus” férfi leszármazó köteles a vöröskői várat megvédelmezni, és az összes szükséges felújítást és a hadászati felszerelések karbantartását elvégezni.
Pálffy Miklós végrendeletében kifejezte azt a szándékát, hogy az általa adásvétellel megszerzett és adományként megerősített jószágot a család birtokában, egyben megőrizze. Végrendelete értelmében a „major natus”-nak kellett volna a jószág mindenkori birtokában lennie, ám a leszármazók a végrendeletben foglaltakat átértelmezték, és az ezt követően született osztályos egyezségek azt bizonyítják, hogy a jószágot egymás között természetben megosztották. Arra azonban mindig tekintettel voltak, miszerint a vár fenntartása a mindenkori „major natus” kötelezettsége.
A Pálffy Pál által alapított hitbizományok
Pálffy Pál végrendeletében két primogenitúra szerinti hitbizományt alapított: egyet az idősebbik fia, másikat pedig az ifjabb szülött részére, mégpedig oly módon, hogy mindkettő az elsőszülöttség elve szerint száll át, a két testvér ágának vonatkozásában kölcsönös öröklési joggal. Amennyiben azok kihalnak, akkor a nőági leszármazók következnek, azoknak kihalása esetén pedig testvérének, Istvánnak a fiága örököl majd. Itt tulajdonképpen a primogenitura és a majoratus elvei keverednek egymással. Érdekessége az öröklési rendnek, hogy az egyenesági női leszármazók öröklés tekintetében megelőzték az oldalági férfi leszármazókat. Ez pedig általában véve különös, hiszen a nők nem szolgálják a család hírének és nevének fennmaradását általában, ezért jellemző módon vagy egyáltalán nem, vagy csak végső soron örökölnek hitbizományokban.

#### Esterházy család

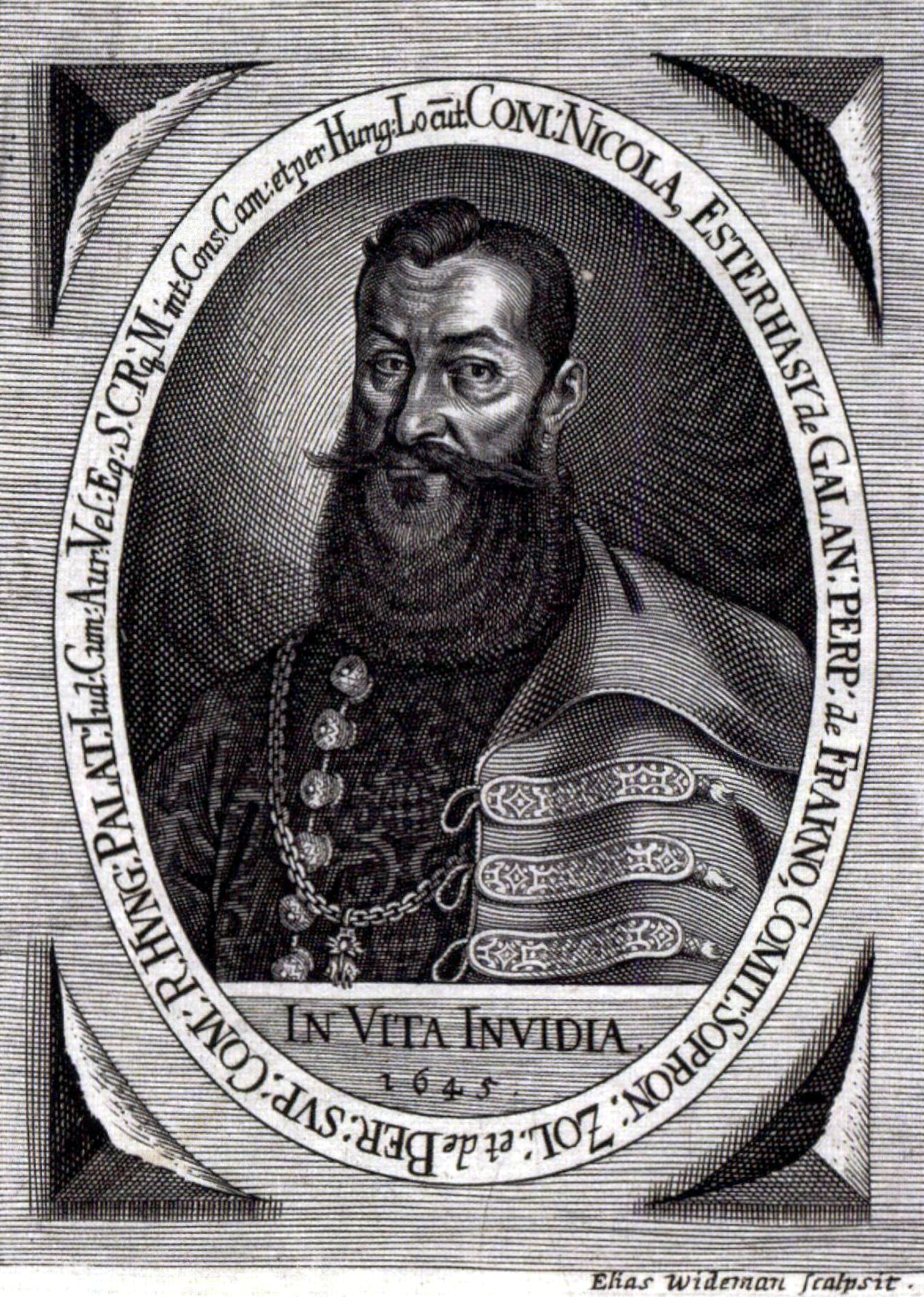
Esterházy Miklós gróf (1583-1645), Magyarország nádora

Gróf galántai Esterházy Miklós (Galánta, 1582. április 8. – Nagyhöflány, 1645. szeptember 11.) nádor akkor lépett a meggazdagodás és hírnév útjára, amikor elvette Mágóchy Ferenc özvegyét, a hatalmas Dersffy vagyont birtokló Dersffy Orsolyát. Hét év múlva, Dersffy Orsolya halálát követően öt évvel, Esterházy Miklós újra nősült, ezúttal Thurzó Imre özvegyét, Nyáry Krisztinát vette el. Esterházy Miklós, hogy a Thurzó-vagyont a maga számára biztosítsa, összeházasított a Derffy Orsolyával kötött házasságából származó István nevű fiát Nyáry Krisztina első házasságából származó Thurzó Erzsébettel. II. Mátyás 1613 tavaszán bárói címet adományozott Esterházynak, majd királyi tanácsossá és királyi főudvarmesterré nevezte ki. II. Ferdinánd koronázásánál Szent István kardjával aranysarkantyús lovaggá ütötték. 1622-ben kamarás és országbíró lett, majd 1625-ben a soproni országgyűlésen nádorrá választották. Amikor 1626-ban tevékenyen részt vállalt a pozsonyi béke megkötésében, IV. Fülöp spanyol király megküldte számára az aranygyapjút.
Esterházy Miklós a birtokok közül Fraknót a tartozékaival együtt, örököseire is kiterjedő hatállyal 1626. szeptember 25-én adományba kapta, úgy, hogy ő maga és mindennemű örökösei az említett fraknói grófságnak, az örökös grófi címét viselhessék. Az adománylevélben meghatározott öröklési rend eltérő feltételeket állapít meg Esterházy Miklós nádor férfi és női leszármazóira. Amennyiben Esterházy Miklósnak férfi leszármazói lesznek, akkor azokat megilleti az említett jószág mint adomány, amelyet az uralkodó számukra örökös joggal és visszavonhatatlanul juttatott, míg a női leszármazók esetében a jószág marad zálog jogcímén. A nádor maga azonban, a férfi és női leszármazók számára is tetszése szerint szabadon rendelkezhetett a jószágokról.
1626. október 20-án Esterházy Miklós 284 704 forint ellenében élete végéig zálogkölcsönbe kapja Kismarton várát, ám Kismarton város felett minden jogot és joghatóságot az uralkodó fenntartott saját magának. A birtokokba való bevezetés tényéről 1626. október 29-én a Vas megyei káptalan jelentőlevelet is kiállított.
Esterházy Miklós végrendelkezett a kismartoni és a fraknói jószágokról. Esterházy Miklósnak Nyáry Krisztinával kötött második házasságából három fia született: László, Pál és Ferenc. Ezek közül a végrendelet tartalma szerint Fraknót és Kismartont elsőként László és az ő fiági leszármazói kapták a majorátus elve szerint, úgy, hogy a várakat osztatlanul bírja a mindenkori legidősebb szülött. László fiágának kihalása esetére a testvérek, Pál, Ferenc fiága örököl kölcsönös öröklési joggal, és a leányoknak csak illendő kiházasításhoz volt joguk az említett jószágokból. A fiúk fiágának kihalása esetére elválik az öröklés rendje Fraknóra és Kismartonra vonatkozóan.
Fraknóra az egyenesági férfi leszármazók kihalását követően az oldalág, jelesül Esterházy Miklós testvérének, Dánielnek a fiága nyer öröklési jogot, mégpedig a legidősebb szülött, ugyanazokkal a feltételekkel, mint azt László esetében is előírta az örökhagyó. Az ő kihalásuk esetére a másik testvér, Pál férfi leszármazói örökölnek. Ha a fiág oldalágon is kihal, akkor a nők és leszármazóik örökölnek a jószágokban, mégpedig egyenlő részben, de úgy, hogy tilos a jószágok egységét természetbeni osztállyal megszüntetni.
Kismarton esetében, melyet az uralkodó bármikor visszaválthat, László fiágának kihalása esetére a testvéreinek fiági leszármazói fognak örökölni, ám ha ők is kihalnak, akkor – a Fraknóban meghatározott öröklési rendtől eltérően – az idősebbik lány jut a jószágok birtokába. Ha az uralkodó úgy dönt, hogy visszaváltja Kismartont, akkor az érte kapott összegből adott összeg egy része a hozományon felül László leányainak jut, a maradék pedig Julianna és Mária, illetve leszármazóik osztódik meg egyenlő arányban.

### 1687:9. törvénycikk
A törvény: „Az ország mágnásai és előkelői romlásának elhárítása, s a fekvő jószágok szokás szerint megkísérlett önkényes elidegenítésének s elpazarlásának megfékezése végett, méltán elhatározták: hogy mától ezentúlra, ha valaki e mágnások vagy előkelők közül az ő szolgálataival, vagy saját vitézségével, vagy az ősi javak jövedelmeiből szerzett birtokaira nézve a megyékben előzetesen közzé teendő végrendeleti intézkedéssel Ő császári és királyi szent felségétől megerősített hitbizományt és elsőszülöttségi öröklési rendet alapított s állított föl: örököseinek és utódainak semmi joguk ne legyen az efféle, atyai, végrendeleti intézkedés alá vetett javakat, annak tartalma ellenére, azok szerzési tőkeösszegére nézve, elzálogosítani és elidegeníteni. Hanem azokból a javakból csak a haszonvételt és jövedelmet húzhassák, az elsőszülöttségi birtoklás elvesztésének büntetése alatt. Ez a törvénycikkely azonban a köznemesekre semmiképpen ki nem terjed.”

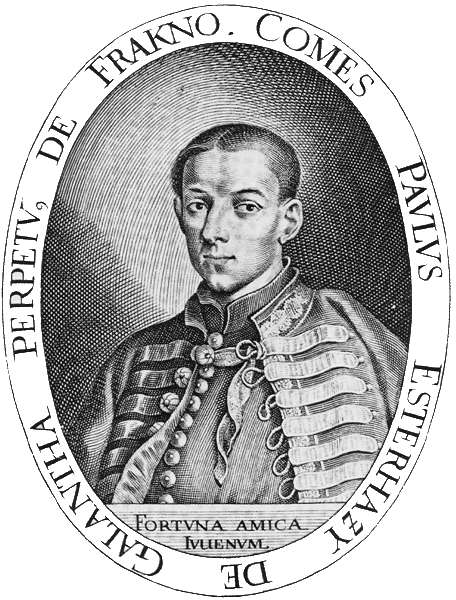
Esterházy Pál (1635–1713) nádor, költő, zeneszerző portréja. Elias Widemann rézmetszete (1652)

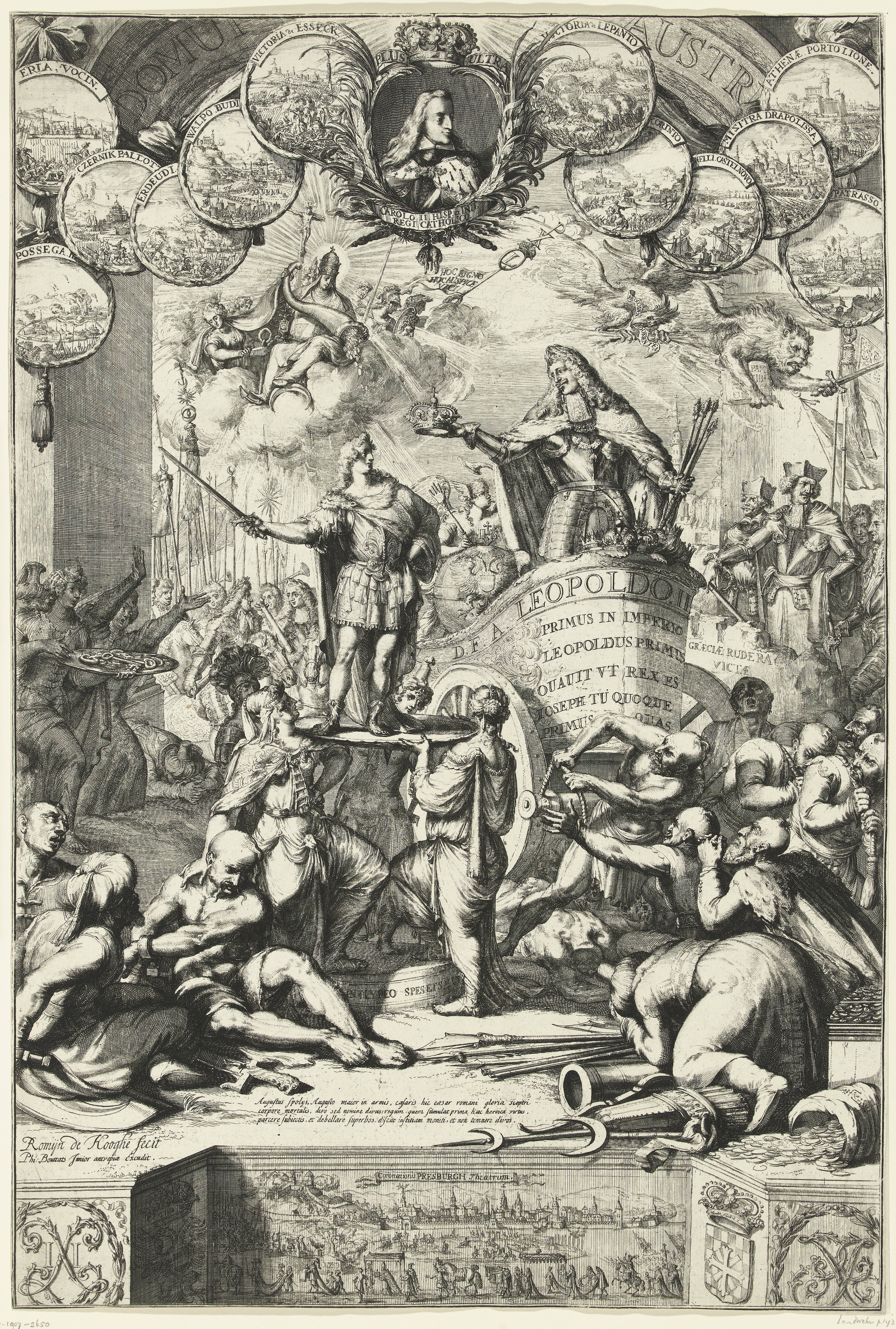
I. Lipót fia, I. József általi trónöröklésének allegóriája, 1687. I. Lipót (helytelenül II. Lipótként) diadalmas szekéren áll, és átadja Magyarország királyi koronáját I. Józsefnek. A szekeret törökök vontatják. A tetején egy medalion látható II. Károly spanyol portréjával, mindkét oldalán a törökök felett aratott győzelmek képeivel. Alul a pozsonyi koronázási körmenet ábrázolása.

A törvénycikk létrejötte leginkább Esterházy Pálnak köszönhető. Az első ezzel kapcsolatos gondolatai és érvei már az első, 1664. január 8-i végrendeletében megjelennek. A végrendeletéhez írt kiegészítő jegyzetben a majorátusokat mint a családok fényének fenntartását szolgáló intézményt írja le, és arról kívánja meggyőzni gyermekeit, hogy vegyenek példát a külföldi családokról, és ne osztozzanak meg a vagyonon. 1678. január 1-jén tett végrendeletében további érveket sorakoztat a majorátus intézménye mellett.
Az 1687/88. évi pozsonyi országgyűlésen Esterházy elérkezettnek látta a pillanatot arra, hogy a hitbizományok törvényi szabályozását kezdeményezze. Amikor Buda visszafoglalását követően az uralkodó összehívja az országgyűlést Pozsonyba, amelytől dinasztiájának a magyar trónon való örökössé tételét, a primogenitura rendje szerinti öröklés elismerését és akkor még kiskorú fiának, Józsefnek megkoronázását reméli megvalósulni, a nádor is elérkezettnek látja a pillanatot, hogy vagyonának jogi sorsát illető személyes terveit keresztülvigye.
Az országgyűlésen a rendek sérelmei között szerepel a hitbizomány-alapítás, az előterjesztett kilencvenkilenc pontból csak a kilencvennegyedikként: „Az ország karai és rendei úgy tapasztalják, hogy a mágnás vagy előkelő családoknak romlását nem csekély mértékékben előidézi, hogy azoknak örökösei és leszármazói, az atyai és anyai, valamint az atyáról és anyáról származó ősi jószágokat, anélkül, hogy őket arra különösebb szükség késztetné elidegenítik, akik, hogy megfékezzék az ilyen tékozlást jogosan elhatározták, hogy ha valamely Mágnás vagy Előkelő mától fogva a javaira, melyeket akár szolgálattal vagy saját vitézségével vagy az ősi jószágainak gyümölcseiből szerzett, végrendelet útján, amelyet előzőleg a vármegyékben kihirdetnek fideicommissumot és majorátust csinál és örökösöket nevez, azoknak [mármint az örökösöknek] az [ily módon lekötött] javaknak tőkéjét az előbb említett rendelkezés tartalma és ereje ellenére semmilyen módon záloggal megterhelni és elidegeníteni ne legyen hatalmuk, mert ők igazából haszonélvezők; Ha mégis valamely említett Mágnás az ilyen hitre bízott jószágból valamelyest pénzösszegért átenged, azt (per útján a vármegye bírái előtt a másik testvér által, mint az ilyen majorátusban azonnali örökös által megperelve) ezen oknál fogva örökre elveszíti. Jelen sérelem nemcsak az említett Mágnásokat vagy Előkelőket (akiknek kétségtelenül annyiban ily rendelkezési lehetősége teljesnek láttatik) érinti, hanem a nem igazi nemesek örököseire is kiterjedten létezik.”
Esterházy szerepe tükröződik Patachich Boldizsár naplójából is, aki leírta, hogy az 1687/88.évi országgyűlésen: „elrendeltetik továbbá és a jelenlévő nádor úron keresztül, a tervezetként előterjesztett sérelmek között az is, hogy szabadjon a jószágok szerzőinek a gyermekeik között hitbizományt vagy majorátusi haszonélvezetet ily módon alapítani, a családok fennmaradása végett, amely bőség az ország lakosai számára, a szabad rendelkezést biztosító törvények miatt elérhetővé vált.”
Az udvar 1688. január 13-i királyi hátiratban (indorsatio) reagál, mely szerint: „A leszármazók ágára alapított és az ő szent császári felsége által jóváhagyott hitbizományok az örökösök által a jogban gyökerező ok megismerése nélkül ne terheltessenek meg.”
A nádor személyes törekvéseinek bizonyítékaként fogható fel az is, hogy a törvény megalkotását nem kísérte semmilyen nagy hitbizomány-alapítási hullám, hiszen ezt követően 1723-ig, amikor is a hitbizomány-alapítást a köznemesek számára is lehetővé teszi a törvény, mindössze négy szabályosan alapított hitbizományt találunk: Esterházy Pálét, Szirmay Istvánét, Erdődy Györgyét és Zichy Istvánét.

#### AZichy család

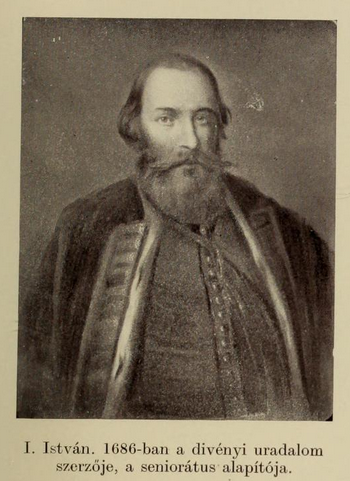
Zichy István portréja

Gróf Zichy István (Veszprém, 1616. szeptember 8. – Oroszvár, 1693. március 15.) karrierje 1637-ben kezdődött, amikor az uralkodó a győri lovasság parancsnokává nevezte ki, 1641-ben megkapta Győr várának és városának parancsnoki címét, 1646 és 1655 között a győri magyar főkapitány helyettes (győri vicegenerális) volt. 1655-ben az uralkodó az Udvari Kamara elnökévé nevezi ki, ugyanekkor kap bárói címet. 1661-től koronaőr, 1676-ban I. Lipót örököseire is kiterjedő hatállyal grófi címet adományoz részére.
Vagyona is szépen gyarapodott. 1647. január 15-én átruházással megszerezte Moson vármegyei Leben, Zentmiklos, és Mechér birtokokat, majd 1649-ben a Veszprém vármegyei vázsonykői várat és a hozzátartozó uradalmat szerezte meg. 1650. április 20-án III. Ferdinánd magyar király neki adományozta Várpalotát és várbirtokait, majd 1652-ben az ekkor már romos Zádor-várat. 1650-ben kinevezték Veszprém várának parancsnokává. További birtokokat adományoz neki I. Lipót magyar király 1659. július 30-án Komárom és Pest vármegyében. 1681-től Moson vármegye főispánja, majd főajtónálló, 1690-től tárnokmester. 1693. március 15-én halt meg.
Ő volt a családi vagyon nagy részének megalapozója: megszerezte adományként az oroszvári uradalmat, tehermentesítette a libén-szentmiklósi uradalmat, majd megszerezte a vázsonyi, (vár)palotai, csicsói és gróf Balassa Imre hűtlenségi jogcímén a divényi uradalmat, mely utóbbira 1686-ban kapott királyi adományt. 1686. július 16-án Lipót a zálogot átváltoztatta adománnyá olymódon, hogy további 18.000 forint lefizetése ellenében Divényt a hozzá tartozó jószágokkal együtt Zichy Istvánnak, feleségének, Várkonyi Amádé Magdolnának és fiaiknak (Pálnak, Istvánnak és Ádámnak) visszaváltás joga nélkül adományba adta, azzal a feltétellel, hogy amennyiben a fiág kihal, a nőág esetében az adomány visszaváltozik zálogos természetűvé.
A törvény megalkotását követően elsőként alapított divényi hitbizományra Zichy István 1687. január 7-i végrendeletében egy, a primogenitura és a seniorátus rendje szerinti vegyes öröklési rendet állapított meg. A végrendelet értelmében mindaddig, míg Zichy Ádám fiága él, addig a majorátus szabályai szerint a legidősebb szülött bírja a divényi jószágot, megterhelve az özvegyi haszonélvezetével, ám annak kihaltával a hitbizományi öröklési rend átváltozik seniorátussá. A végrendeletben Zichy István a felesége haszonélvezetének vonatkozásában kikötötte, hogy ha gyermekei feleségét életében háborgatnák, akkor veszítsék el a birtoklási jogukat.
A Zichy-seniorátusban 1747-ig Zichy Ádám ága örökölt. Zichy Ádám fia fiú utód nélkül halt meg, ezért a divényi uradalom Zichy István első házasságából származó Pál fiának leszármazottjáé, Zichy Imréé lett, mint a család senior tagjáé. Az ő halálát követően – nem volt fiú örököse – a családban „kételyek merülvén fel” Zichy István végrendeletének értelmezése körül. A magvaszakadt Zichy Imréhez legközelebb álló Zichy János gróf (Imre unokaöccse) a végrendeletben foglaltakkal ellentétesen, a majorátus elveinek megfelelően, a hitbizomány birtokát magának követelte. Ezért beperelte a család legidősebb tagját – gróf Zichy Ferenc győri püspököt – a királyi tábla előtt 1747. augusztus 23-án. A királyi tábla ítéletében az alperesek javára döntött, és kimondta, hogy a divényi uradalom „a végrendelet értelméhez képest mint korörökség (seniorátus) a családnak legidősbikét illeti.” Zichy János nem nyugodott bele az ítéletbe: 1750. január 19-én megújította a pert a királyi táblán, ám az megint elmarasztalta őt, majd a Hétszemélyes Tábla is helyben hagyta az ítéletet annak kimondásával, hogy Zichy István végrendelete értelmében „első szülöttségi hitbizomány itt fenn nem foroghat”. Ezt követően a Zichy-hitbizomány seniorátusként fennállt egészen a XX. századig, és csak a hitbizományok eltörléséről szóló 1949:7. törvény következtében szűnt meg.

#### Az Esterházy család

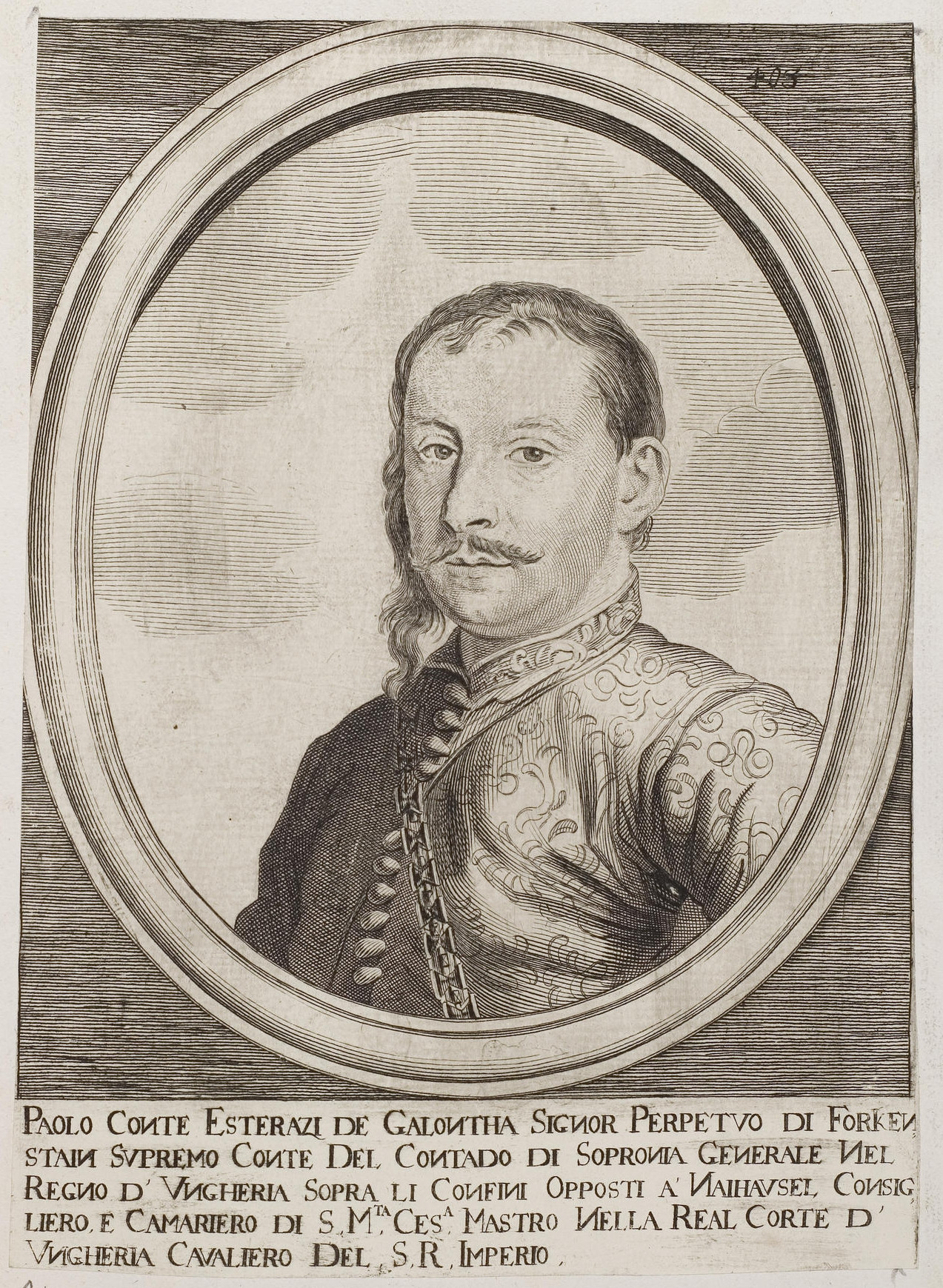
Galántai Esterházy Pál, az Esterházy mágnáscsalád első hercege.

Esterházy Miklós halálát követően fia, László lett a fraknói és a kismartoni majorátus örököse, ám nem sokkal atyja halálát követően elesett a vezekényi csatában, a vagyon örököse az akkor tizenhét esztendős Pál lett, akit III. Ferdinánd nagykorúsított. Esterházy Pál 1652-ben soproni örökös főispán, 1667-ben tábornagy lett, 1681-ben pedig nádorrá választották, 1687-ben II. Károly spanyol király az aranygyapjas rend lovagjává ütötte, 1687-ben birodalmi hercegi címet kapott. 1712-ben III. Károly koronázása alkalmával a hercegi címet a családja fiágára is kiterjesztette. Esterházy Pálnak meghatározó szerepe volt a hitbizományokról szóló 1687:9. tc. megalkotásánál.
Esterházy Pál számos végrendeletet és codicillust hagyott maga után. Akaratának összefoglalása: ha a végrendeletét megtámadja három fia (Mihály, Gábor és József), akkor mindent Mihály örököl. Ha a végrendelet, és a végrendelet által létrehívott három hitbizomány életre kel, akkor minden fiú egy-egy hitbizományt örököl. Ezek a hitbizományok fiú ágon tovább öröklődnek a majorátus, illetve primogenitura elve alapján. A fiú ág kihalása esetén a legidősebb létező fiúág örököl. Ha nem lenne ilyen, akkor Pál testvérei és azok leszármazottai örökölnek. Ha az összes fiúág kihalna, akkor részben az uralkodó, részben a nőágak (ismét Páltól, mint kezdettől nézve) örökölnek. Ha az összes Esterházy kihalna, akkor az uralkodó az általános örökös. Gábor halála után a nádor 1713. február 24-én újabb codicillust ír a végrendeletéhez. Eszerint minden olyan hitbizományi jószágot, mely korábban Gábort illetett, Józsefre hagy oly módon, hogy az ő ágának kihalása esetére Mihály ága örököljön.
Szigorúan megtiltja, hogy a hitbizományi birtokosok a hitbizománynak alárendelt jószágokat bármilyen módon megosszák avagy elidegenítsék, elzálogosítsák. Amennyiben ezt megteszik, elveszítik jogukat a hitbizományban. A hitbizományi birtokos jogának elvesztése nem érinti a leszármazóinak jogát. A hitbizományi örökösök nem tényleges örökösei a hitbizományi vagyonnak, a hitbizomány haszonélvezői, de nem rendelkezhetnek róla.
A korábbi évszázadok során Fraknóban őrzött kincseket 1919-ben Budapestre szállították. 1920-ban a család akkori feje, Miklós herceg és Végh Gyula, az Iparművészeti Múzeum igazgatója letéti szerződést kötött, amelyet 1923-ban a családi hitbizomány új birtokosa, Pál herceg megújított. A múzeum 1924-ben nyitotta meg ebből az első szakszerű kiállítást. Amikor 1944-ben a szovjet hadsereg Magyarország felé közeledett, Pál herceg, a kincstár megóvásának szándékával a gyűjteményt elszállította az Iparművészeti Múzeumból, és a Tárnok u. 7-13. szám alatti budai palotája pincéjében rejtette el. Néhány hónappal később végzetes bombatalálat döntötte romba a hercegi palotát, amely romjai alá temette az újkori Magyarország legnagyobb kincsgyűjteményének javát. Ezt követően az 1950-es évektől indult meg az Iparművészeti Múzeumban a megmaradt kincsek helyreállítása.
A képtár akkor került eladásra a hitbizományból, amikor a család anyagi helyzete a XIX. század második felében megrendült. III. Miklós 1867. június 15-i levelében a hitbizományi képtár megvételét felajánlotta az Akadémia elnökének, báró Eötvös Józsefnek. 1870-ben a képtár felét el is adta a magyar államnak.
A hitbizomány utolsó kezelője Esterházy Pál volt, aki utód nélkül halt meg  1989. május 25-én. Halála előtt megszüntette a hitbizományt, amely miatt családjával pereskedett. A hitbizományok helyett alapítványokat hozott létre, ezek kapcsán szintén számos per indult, az egyikben az Esterházy Privatstiftung (Esterházy Magánalapítvány) a magyar államot perelte. A pereskedések tárgya a Fortune által 2003-ban másfél milliárd euróra becsült vagyon kisebb-nagyobb része.

#### ASzirmay család

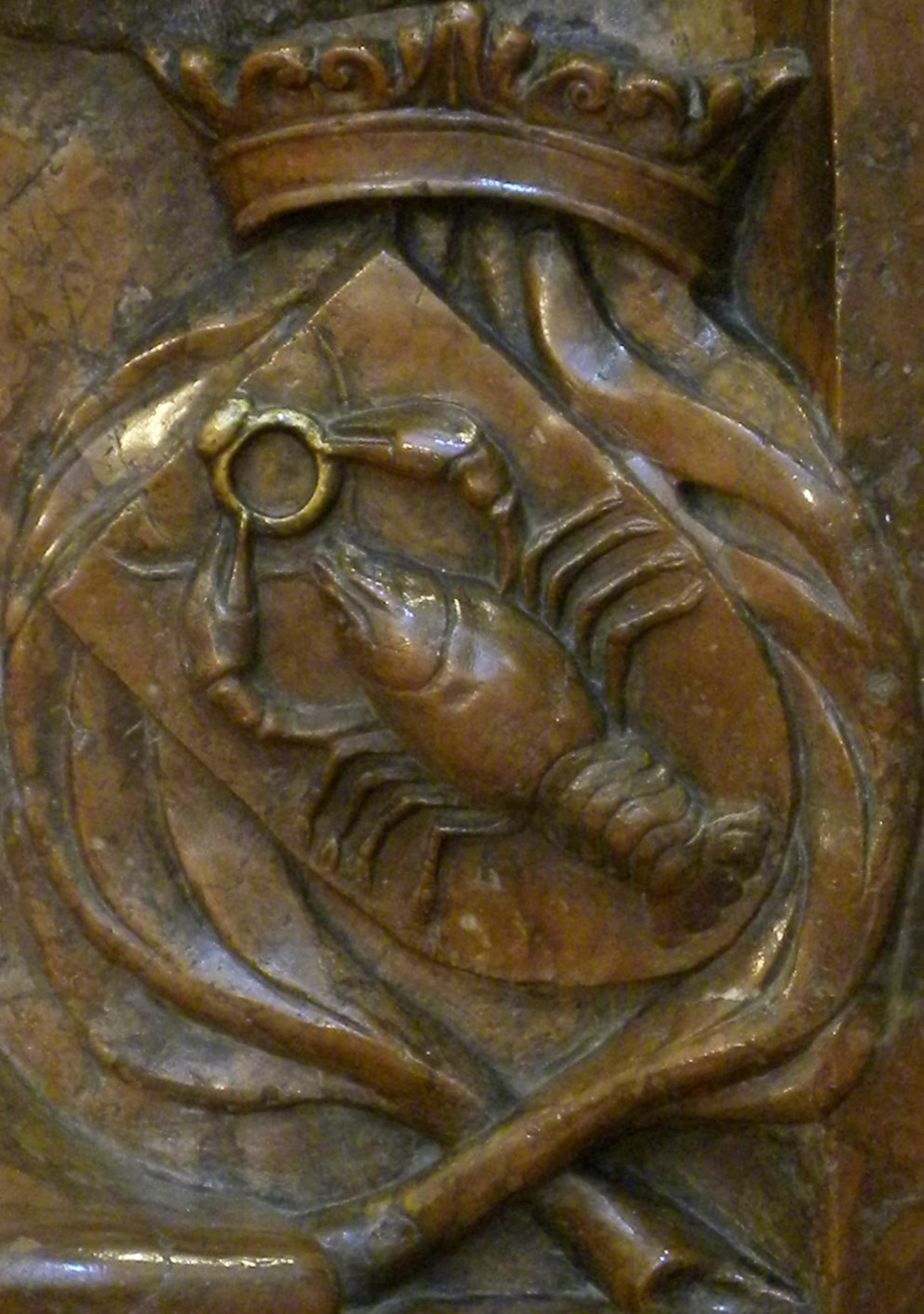
A Szirmay család ismeretlen tagjának címere. Felirat nélküli sírfelirat, a pozsonyi mathai Szent János-templom presbitériuma. A címer motívumról egy Szirmay leszármazó mondta: „A muhi csatában a király zászlóaljából már harminckilenc vitéz magyar elesett, köztük négy Szirmay. Az ötödik Szirmay, aki zászlótartó volt, folyvást a király mellett tartózkodott, és próbálta a csapásokat felfogni. Lassú visszavonulással, hátrafelé menve, mint a rák hártált. Így mentette meg a király életét, és kapta IV. Bélától a rák címert.”

Szirmay István az 1630-as évek végén, az 1640-es évek elején született, 1667-ben feleségül vette Eödönffy-Vinnay Zsuzsannát. 1685-ben a bécsi udvar és Thököly között közvetített. Amikor Thökölyt a váradi pasa elfogatta, Szirmay Istvánt is börtönbe vetették, és csak 1687-ben szabadult. Börtönévei alatt tért át a katolikus hitre. I. Lipót király 1695-ben magyar bárói rangra emelte Szirmay István udvari tanácsos és ítélőmestert, melyet Szirmay örökbefogadott fiára (Dessewffy Tamás) is kiterjesztett. 1701-ben II. Rákóczi Ferenccel együtt fogták le. Tisztázta magát a vádak alól, 1704-ben szabadult. Három évvel később az uralkodó a grófi rangra emelte. A gróf 1711-ben írta meg végrendeletét és még abban az évben meg is halt.
Kilenc mezővárosra, 56 falura és egyéb jószágokra alapított Szirmay István 1711. április 14-i végrendeletében hitbizományt.
A Szirmay-család esetében az öröklési rend majorátust jelöl, Szirmay István két majorátust is létesített.
Szirmay István két majorátus elvű hitbizományt hozott létre. Az egyiket saját testvére – Miklós – Tamás nevű fiának és az ő Tamás vagy Jób nevű örököseinek hagyta, érték tekintetében ez volt a kisebb hitbizomány. Ez a hitbizomány rövid életű, mert Miklós ága két nemzedék múlva kihal fiágon, Szirmay Tamásnak (1688-1743) csak egy leánygyermeke született Anna, akivel az ő ága ki is halt. Az alapító rendelkezése értelmében a másik hitbizományba olvad be ez a hitbizomány.
A másik hitbizományt az örökbefogadott fia, Szirmay-Dessewffy Tamás és annak utódai javára alapította. A nők semmilyen módon nem részesülnek a javakból. Három érdekes feltételt szabott: csak akkor bírhatják Szirmay-Dessewffy Tamás utódai a jószágot, ha:
- tartózkodnak az alkoholfogyasztástól,
- megmaradnak a római katolikus vallásban
- Tamás vagy a Jób nevet kapják a keresztségben.[119] Ezzel a rendelkezéssel Szirmay István jelentős mértékben megnehezítette a kutatók dolgát, hiszen a családban előforduló nagyszámú Tamás leszármazó miatt, igencsak nehéz eldönteni, hogy vajon melyik oklevélben melyik Tamást említik.

A Szirmay István által 1711-ben alapított hitbizománnyal kapcsolatban felmerült, amelyek kétségessé tették, hogy egyáltalán hitbizománynak kell-e tekinteni a végrendeletben elrendelteket, avagy csak hitbizományszerű intézkedésekről van szó. A kétségek perek sorában jelentek meg. A Szirmay család grófi ága férfiágon Szirmay Ottóval 1939-ben, majd leányágon Ottó leányával, Júliával 1983-ban kihalt.

#### AzErdődy család

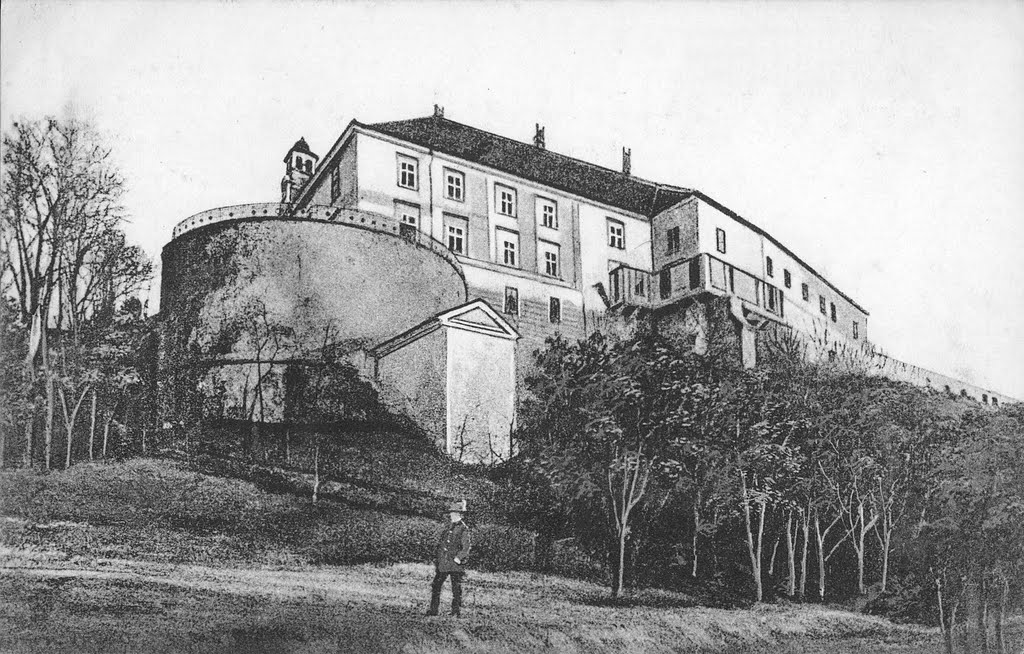
A Galgóczi vár, az Erdődy hitbizomány központja.

II. Ulászló 1511. november 25-én grófi címet adományozott a családnak, melyet 1565-ben az uralkodó megerősített és ezzel egyidejűleg német birodalmi grófi címet is kaptak. Erdődy György Lipót (1680-1759) számos tisztsége közül kiemelkedik, hogy 1720–1748 között kamarai elnökként, valamint 1730–1748 között koronaőrként szolgálta az uralkodót. 1748 május 13-án az országbírónak tette meg a király, amelyet haláláig, 1759. július 18-ig töltött be. Felesége Esterházy Terézia, Esterházy Pál nádor leánya volt.
Erdődy György kétszáznegyvenezer rajnai forintért szerezte meg Galgóczot, a család későbbi hitbizományi birtokát. A hitbizományt nem Erdődy György alapította, hanem az uralkodó az 1720. november 22-én kelt adománylevélben meghatározta a hitbizományra vonatkozó öröklési rendet. Erdődy György lett a fideicommissum és majorátus első birtokosa. Az ő örökösei kövessék őt a birtokban a majorátus elve szerint, „mindenkor oly módon és rendben, ágak és fokok szerint illeti a vagyon, ahogy az a majorátus- és hitbizományokban szokásos”. Ha fiágon kihal Erdődy György ága, akkor a női leszármazók esetében zálogjog keletkezik annak a kétszáznegyvenezer forintnak az erejéig, amelyért cserébe az uralkodó Galgóczot Erdődy Györgynek juttatta. Erdődy György ágának kihalását követően atyafiainak, Erdődy Imrének, Erdődy Józsefnek és Erdődy Sándornak az ágai örökölnek ebben a sorrendben, és ha az Erdődy-család fiágon teljesen kihalt, akkor a nőágra vonatkozóan Galgócz adomány újra zálogos természetűvé válik, amit a kincstár a kétszáznegyvenezer forint, meg az időközben eszközölt kiadások megfizetése ellenében visszaválthat.
Az Erdődyek esetében az öröklési rend egészen 1824-ig Erdődy György leszármazói között dől el a majorátus rendje szerint, majd amikor ők kihalnak, akkor az Erdődy-család vépi ága kerül a galgóczi hitbizomány birtokába. Az Erdődy-hitbizomány 1924-ig létezett. A Szlovákiához került területeken a hitbizományokat törvényileg felszámolták (1924:179. tv.), és Galgóczot is államosították.

### Az 1723. évi 50. tc.
Az 1687:9. tc. nagy hibája a szűkszavúsága volt, amely számtalan, még szabályozásra váró kérdést nyitva hagyott. A hitbizományok „atyjának” tekinthető Esterházy Pál örökösei között több mint három esztendőn keresztül zajló örökösödési jogvita kerekedett.
A hangsúlyt az országgyűlésen a hitelezők és a családi vagyon védelmére helyezik inkább, mintsem arra, hogy a köznemesek is megkapják a hitbizomány-alapítás jogát.  Az elfogadott törvény nyomatékosít, hiszen ezt követően kerülnek kihirdetésre a korábban alapított hitbizományok is, tehát ezek a jogszabályok tulajdonképpen bizonyos módon kiterjesztő értelemben, de az 1687:9. tc.-et töltik fel tartalommal, mint ahogyan ez az 1723. évi 50. tc. címében is tükröződik. Az 1723:50 tc. egy hosszú folyamat végére tett pontot azzal, hogy részletesen szabályozta nemcsak a hitbizományokat, hanem az ősi jószágok elprédálóinak helyzetét is. Egy olyan folyamatot zárt le, amely nem 1687-ben, hanem jóval korábban kezdődött, és az adományokban és az egyéb szerzett jószágokban való öröklésben gyökerezett.
1723. évi L. törvénycikk az elsőszülöttségről és az 1687. évi 9. tc. magyarázatáról
Mivelhogy tapasztalták, hogy az 1687-ik évi 9-ik törvénycikkelyből, mely az ország mágnásai részéről alkotott vagy alkotandó elsőszülöttségről szól, némely nehézségek merültek fel: azért ennek világosabb értelmezése végett, Ő legszentségesebb felsége jóságos beleegyezésével, rendelik:
1. § Hogy ilyennek felállitása necsak végrendeleti intézkedés, hanem hiteles bevallások és a szerzők részéről nyert királyi adományok utján is (épen hagyván azonban az elsőszülöttség felállitása s kihirdetése előtt szerzett jogot és levonván a tett adósságot) jövőre is, de mindig előzetes királyi megerősités után, szabad legyen.
2. § Hogy azonban az elsőszülöttségek felállitásával a hitelezőket vagy bárki mást meg ne csaljanak: az ilyen vagy más felállitott vagy felállitandó elsőszülöttségeket azoknak a megyéknek közgyülésein, melyekben az elsőszülöttségi birtokok feküsznek, ki kell hirdetni s jegyzőkönyvbe kell vezetni.
3. § Ezzel azonban a nemesi állás, s a szabad rendelkezésről szóló alaptörvények semmi sérelmet se szenvedjenek.
4. § Sőt inkább mindenki részére épen tartandó annak joga, hogy a saját szerzeményeiről szabadon rendelkezhessék, ha pedig valaki e nemesek közül elsőszülöttséget akar felállitani, eziránt Ő legszentségesb felségéhez folyamodhassék.

### Az első világháborúig
Az 1852. évi november 29-iki Ősiségi pátens 13. paragrafusa az addigi magyar törvényeknek megfelelő hitbizományokat érintetlenül hagyta, újak felállítására nézve azonban az ausztriai polgári törvénykönyvben foglalt szabályokat léptette életbe, további könnyítő határozatoknak kilátásba helyezése mellett. Későbben az 1862. évi október 9-i legfelsőbb királyi leirat új szabályokat léptetett életbe, amelyek lényegében az osztrák Polgári Törvénykönyv határozmányaival megegyeznek.
| Alapítás éve | Alapító                               | méret (kat. hold) | méret (hektár) |
| ------------ | ------------------------------------- | ----------------- | -------------- |
| 1653         | Gróf Pálffy Pál (senioratus)          | 12 533            | 7 213          |
| 1653         | Gróf Pálffy Pál                       | 83 233            | 47 901         |
| 1681         | Gróf Königsegg Lipót                  | 5 486             | 3 157          |
| 1693         | Gróf Zichy István (senioratus)        | 39 785            | 22 896         |
| 1695         | Herceg Esterházy Pál                  | 402 820           | 231 823        |
| 1697         | Gróf Harrach Károly és Ferdinánd      | 6 294             | 3 622          |
| 1720         | Gróf Erdödy György                    | 16 611            | 9 560          |
| 1723         | Gróf Koháry István és András          | 60 764            | 34 970         |
| 1725         | Gróf Forgách Pál                      | 6 111             | 3 517          |
| 1728         | Gróf Schönborn Ferenc                 | 240 857           | 138 613        |
| 1746         | Herceg Batthyány Lajos                | 22 450            | 12 920         |
| 1747         | Gróf Königsegg Károly                 | 11 370            | 6 543          |
| 1765         | Gróf Festetich Kristóf                | 29 001            | 16 690         |
| 1765         | Gróf Festetich Kristóf                | 131 346           | 75 590         |
| 1782         | Gróf Migazzy Kristóf                  | 4 669             | 2 687          |
| 1800         | Ifj. gróf Esterházy Ferenc            | 5 687             | 3 273          |
| 1801         | Gróf Esterházy János.                 | 4 325             | 2 489          |
| 1814         | Gróf Szapáry János                    | pénzbeli          | pénzbeli       |
| 1814         | Gróf Széchényi Ferenc                 | 7 955             | 4 578          |
| 1814         | Gróf Széchényi Ferenc                 | 12 356            | 7 111          |
| 1814         | Gróf Széchényi Ferenc                 | 7 824             | 4 503          |
| 1819         | Báró Sennyei János                    | 3 458             | 1 990          |
| 1821         | Gróf Almásy Ignácz                    | 29 595            | 17 032         |
| 1821         | Gróf Almásy Ignácz                    | 3 533             | 2 033          |
| 1826         | Károly Lajos főherceg                 | 145 476           | 83 721         |
| 1831         | Szász-koburg-góthai Nándor herceg     | 147 295           | 84 768         |
| 1835         | Örgróf Pallavicini Ede                | 63 397            | 36 485         |
| 1852         | Báró Haynau Gyula                     | 3 873             | 2 229          |
| 1853         | Gróf Nádasdy Ferenc                   | 11 815            | 6 800          |
| 1854         | Semsey Lajos                          | 15 027            | 8 648          |
| 1856         | Gróf Batthyány István                 | 5 221             | 3 005          |
| 1859         | Gróf Barkóczy János                   | 46 415            | 26 712         |
| 1867         | Gróf Andrássy György                  | 45 780            | 26 346         |
| 1867         | Gróf Dessewffy Kálmán                 | 22 858            | 13 155         |
| 1869         | Id. gróf Pálffy József                | 27 875            | 16 042         |
| 1869         | Báró Prónay Gábor...                  | 6 955             | 4 003          |
| 1869         | Somssich Miklós                       | 4 110             | 2 365          |
| 1870         | Gróf Festetich Dénes                  | 5 886             | 3 387          |
| 1871         | Kund Vincze                           | 5 342             | 3 074          |
| 1872         | Rakovszky Mór                         | 1 894             | 1 090          |
| 1872         | Gróf Esterházy Pál                    | 37 425            | 21 538         |
| 1872         | Gróf Zichy Henrikné                   | 2 701             | 1 554          |
| 1873         | Gróf Erdödy Sándor                    | 4 071             | 2 343          |
| 1873         | Gróf Erdődy Ferenc                    | 2 673             | 1 538          |
| 1873         | Gróf Cziráky János                    | 9 672             | 5 566          |
| 1874         | Herczeg Odescalchi Ágostonné          | 1 457             | 839            |
| 1874         | Gróf Andrássy Károlyné                | 8 645             | 4 975          |
| 1874         | Gróf Andrássy Károlyné                | 8 936             | 5 143          |
| 1874         | Gróf Andrássy Károlyné                | 24 870            | 14 313         |
| 1874         | Gróf Zichy Nep. János                 | 10 585            | 6 092          |
| 1874         | Gróf Károlyi György                   | 38 658            | 22 248         |
| 1874         | Gróf Károlyi György (secundogenitura) | 11 910            | 6 854          |
| 1874         | Gróf Esterházy Móricz                 | 41 990            | 24 165         |
| 1875         | Gróf Esterházy Miklós Ferenc          | 21 638            | 12 453         |
| 1876         | Gróf Somssich József                  | 3 183             | 1 832          |
| 1876         | Gróf Festetich Ágoston                | 5 191             | 2 987          |
| 1877         | Báró Wenckheim Béla                   | 3 712             | 2 136          |
| 1877         | Jankovich József                      | 12 100            | 6 964          |
| 1877         | Gróf Károlyi István és Ede            | 36 395            | 20 945         |
| 1877         | Gróf Károlyi István                   | 14 421            | 8 299          |
| 1877         | Gróf Festetich Dénes                  | 4 405             | 2 535          |
| 1878         | Gróf Zichy Henrik                     | 746               | 429            |
| 1882         | Gróf Majláth György                   | 5 739             | 3 303          |
| 1883         | Herczeg Odescalchi Ágostonné          | 2 206             | 1 270          |
| 1884         | Huszár Béla                           | 7 014             | 4 037          |
| 1885         | Gróf Zichy Rezső                      | 3 511             | 2 021          |
| 1885         | Báró Bánffy Albert                    | 6 713             | 3 863          |
| 1885         | Báró Bánffy Albert                    | 8 698             | 5 006          |
| 1885         | Vécsey Sándor                         | 6 742             | 3 880          |
| 1885         | Vécsey Mihály                         | 910               | 524            |
| 1886         | Gróf Draskovich Károlyné              | 12 730            | 7 326          |
| 1886         | Szegedy Antal                         | 2 483             | 1 429          |
| 1886         | Gróf Wenckheim Ferenc                 | 22 550            | 12 978         |
| 1886         | Gróf Majláth György                   | 6 649             | 3 826          |
| 1886         | Gróf Bissingen-Nippenburg             | 2 570             | 1 479          |
| 1886         | Id. Gróf Almásy Kálmán                | 9 102             | 5 238          |
| 1886         | Gróf Zichy Domonkos                   | 4 385             | 2 524          |
| 1886         | Gróf Zichy Domonkos                   | 8 790             | 5 059          |
| 1886         | Gróf Bissingen A.                     | 3 313             | 1 907          |
| 1887         | Báró Jósika Lajos                     | 10 953            | 6 303          |
| 1887         | Gróf Draskovich Károlyné              | 8 767             | 5 045          |
| 1887         | Herceg Arenberg Károlyné              | 4 385             | 2 524          |
| 1887         | Báró Révay Gyula                      | 5 476             | 3 151          |
| 1887         | Báró Stummer Sándor/                  | 4 091             | 2 354          |
| 1888         | Gróf Károlyi Alajos                   | 74 388            | 42 810         |
| 1890         | Báró Wodianer Móric                   | 8 688             | 5 000          |
| 1892         | Id. Gróf Andrássy Gyula               | 25 570            | 14 716         |
| 1892         | Id. Gróf Andrássy Gyula               | 6 774             | 3 898          |
| 1892         | Gróf Andrássy Aladár                  | 8 534             | 4 911          |
| 1892         | Gróf Andrássy Aladár                  | 8 918             | 5 132          |
| 1893         | Gróf Karátsonyi Guido                 | 16 644            | 9 579          |
| 1894         | Gróf Andrássy Manó                    | 27 064            | 15 575         |
| 1895         | Tarányi Ferenc                        | 2 274             | 1 309          |

Az öt legnagyobb, százezer kat. hold feletti hitbizomány az összes hitbizományi terület 46 százalékát jelentette. Az átlagos hitbizomány méret 25 247 kat. hold volt, de még jellemzőbb, hogy a medián érték: 8 693 kat. hold. Az ötvenezer kat. hold feletti hitbizományok közül egyedül a Schönborn (1728) hitbizomány (240 857 kat. hold) terült el a Tisza jobb partján, a többi a Dunántúlon volt. Bár a Dunántúl területe az ország területének 15,4 százaléka, ott volt található a hitbizományi területek közel fele. Egyes vármegyék (Sopron, Moson) a területének negyede, sőt ennél is több hitbizomány alá tartozott. A hitbizományok területi eloszlás (1984): a Duna bal partjára 11,6 százalék, a Duna jobb partjára 44,9 százalék, a Duna-Tisza köz 8,7 százalék, a Tisza bal part 7,3 százalék, a Tisza jobb part 24,5 százalék, Tisza-Maros köz 1,2 százalék és Erdély 1,8 százalék.
| Művelési ág                 | Méret (kat. hold) | méret (hektár) | Részesedés |
| --------------------------- | ----------------- | -------------- | ---------- |
| erdő                        | 993 924           | 572 003        | 43,0%      |
| szántóföld                  | 662 468           | 381 250        | 28,6%      |
| legelő                      | 289 792           | 166 775        | 12,5%      |
| rét                         | 187 626           | 107 979        | 8,1%       |
| földadó alá nem eső terület | 158 491           | 91 212         | 6,9%       |
| nádas                       | 12 604            | 7 254          | 0,5%       |
| kert                        | 6 651             | 3 828          | 0,3%       |
| szőlő                       | 1 939             | 1 116          | 0,1%       |

1925-ben a hitbizományok területének 40,8 százaléka volt szántó. 1935-re úgy módosult a helyzet hogy a szántók aránya 37,86 százalékra csökkent.
| Év   | Méret (kat. hold) | méret (hektár) | Részesedés | Magyarország (km2) |
| ---- | ----------------- | -------------- | ---------- | ------------------ |
| 1893 | 2 329 000         | 1 340 340      | 4,1%       | 325 411            |
| 1913 | 2 290 000         | 1 317 895      | 4,0%       | 325 411            |
| 1920 | 1 105 000         | 635 928        | 6,8%       | 93 073             |
| 1925 | 984 058           | 566 325        | 6,1%       | 93 073             |
| 1935 | 821 747           | 472 915        | 5,1%       | 93 073             |
| 1941 | 811 588           | 467 069        | 4,0%       | 117 146            |

### Az első világháború után
1917-1918 folyamán a Wekerle-kormány elkészített egy tíz szakaszból álló  törvénytervezetet a hitbizományok megszüntetéséről, ez  azonban nem került a parlament elé. 1919-ben, a Tanácsköztársaság idején a Forradalmi Kormányzótanács az 5200/1919. sz. Minisztertanácsi rendelet 9. §-a az újabb hitbizományok alapítását, a meglévők növelését, ingó hitbizományi javaknak mezőgazdasági ingatlanok szerzésére való fordítását megtiltotta, s ezt a tilalmat az 1929:36. tc. végrehajtása tárgyában kibocsátott 60000/1921. sz. Földművelésügyi Miniszteri rendelet 250. §-a is fenntartotta. 1921-ben újabb törvényi szabályozás (1921: XLIII. tc.) következett.
A hitbizományok – ahogy külföldön is – egyre inkább a gazdasági fejlődés kerékkötői lettek. A hitbizomány fejlesztéséhez pénzre lett volna szükség, ám a hitbizomány nem volt terhelhető, így nem ritkán a fenntartásához szükséges jövedelmet sem biztosította a megváltozó gazdasági körülmények között. Bonthatlanságuk miatt a földhöz jutást is gátolták. Az első világháború és az azt követő infláció, illetve a gazdaság egyéb szféráiban tapasztalható átrendeződés – vállalkozások sora ment tönkre – azt mutatta, hogy a földbirtok ugyan nem rendelkezik különösebben nagy jövedelemtermelő képességgel, de őrzi az értékét. Ez a megállapítás azonban nem érvényes a hitbizományok részét képező kastélyokra. Utóbbiakat ugyanis a szakértők többnyire magasra becsülték, miközben ténylegesen meglehetősen alacsony paci értékkel, illetve hasznosíthatósággal bírtak. Jó példa erre Tiszadob, ahol az idősebb Andrássy Gyula által építtetett kastély üresen és kihasználatlanul állt, eladni nem lehetett, az állagmegőrzés kötelezettsége ellenben a haszonélvezőt terhelte.
Dessewffy hitbizomány
A gróf Dessewffy Kálmán által 1867-ben alapított két hitbizomány utóbb egy kézbe került, 25 567 holdat tett ki. A birtokot jelentős terhek sújtották: az örökösödési illeték, kegyúri kötelezettségek, a haszonélvezetben nem részesülő utódok bizonyos fokú eltartása, valamint a rossz gazdálkodás következményei. Rövid távú megoldást a hitelfelvétel jelentett, amelynek komoly eladósodás lett a következménye, anélkül azonban, hogy a jövedelmezőség érdemben javult volna. A terület valamelyest csökkent közcélú kisajátítások – vasútépítés, folyószabályozás – eredményeképpen. Az 1918/19-es forradalmi időszak újabb pusztulást hozott. Ezt fokozta a haszonélvezőnek, gróf Dessewffy Aladárnak a gazdasággal szembeni teljes nemtörődömsége. Dessewffy nem akarta teljesíteni a birtokban maradás jogszabályi előírásait, előbb lemondott a haszonélvezetről, majd visszavonta azt, ami újabb pereskedésekhez vezetett. A teljesen kilátástalanná váló helyzetből csak a feloldás maradt kiútként, amit az államfő 1929-ben meg is tett. 11 475 holdtól lehetett volna így eladás révén megszabadulni. A világgazdasági válság azonban lehetetlenné tette a szanálási terv gyors kivitelezését, ráadásul a gazdálkodás is teljesen deficitessé vált. Végül újabb birtoktesteket kellett szabaddá tenni és eladni 1930-as évek második felében. Végeredményben a hitbizomány 1939-ben 5 702 holdat tett ki, az eredetinek nagyjából 22 százalékára zsugorodott.
Andrássy tiszadobi hitbizomány

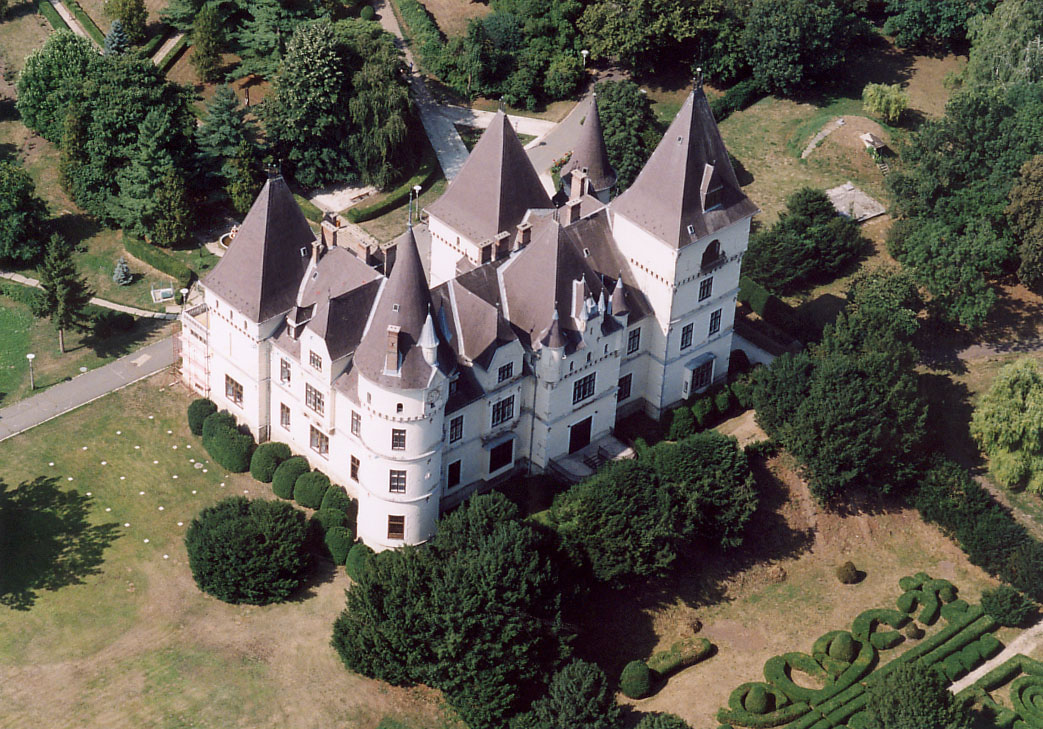
Andrássy-kastély (Tiszadob)

Ifjabb gróf Andrássy Gyula az 1920-as években jelentős összegekkel terhelte meg a tiszadobi hitbizományt, majd elindította a feloldási eljárást, hogy a földeket elhunyt fivérének a lányai kapják meg. A hitbizományi örökös, gróf Andrássy Sándor perre ment. A bíróság döntően Sándornak adott igazat. Ez a procedúra, a gazdasági válság a hitelekkel megterhelt uradalmat csődbe juttatta, a megoldás itt is felszabadításokra került sor. A birtok területe 1925 és 1939 között, 6 716-ról 3 367 holdra csökkent.
Batthyány-Strattmann hitbizomány
A herceg Batthyány-Strattmann hitbizomány a kifejezettel jól gazdálkodók közzé tartozott.A tőkehiány azonban számukra is gondot jelentett. Esetükben szintén kimutatható bizonyos területcsökkenés, az 1870-ben még 29 475 holdnyi birtok, 1935-re 18 249 holdra esett vissza, amelynek hátterében azonban döntően a földbirtok-politikai környezet módosulása húzódott meg: a trianoni határváltozások, valamint a már említett vagyonváltság és a földreform. Ez a hitbizomány azért is érdekes, mert az elveszett horvátországi földekért kapott kárpótlást Batthyány-Strattmann László herceg nem földbe, hanem értékpapírokba  fektette be, amelyek a gazdasági válság alatt elértéktelenedtek. Ez pereskedéshez vezetett az oldalági örökösökkel.
A hitbizományokkal kapcsolatban a Bethlen-kormány elszabotálta a törvényhozást, a Gömbös-kormány viszont 1936:11. tc-ben újra szabályozta. A törvény hármas célt tűzött ki:
- a túl nagy hitbizományok korlátok közé szorítását[155]
- új hitbizományok alapításának lehetővé tételét[156]
- a hitbizományi kisbirtok jogintézményének megalkotása[157]

A célok nem valósultak meg.
Magyarországon a hitbizományokat a Magyar Közlöny 1945. 10. számában megjelent Ideiglenes nemzeti kormány 600/1945. M. E. számú rendelete szüntette meg, elkobozva a földbirtokok szinte teljes egészét.